# Ville e palazzi di Milano

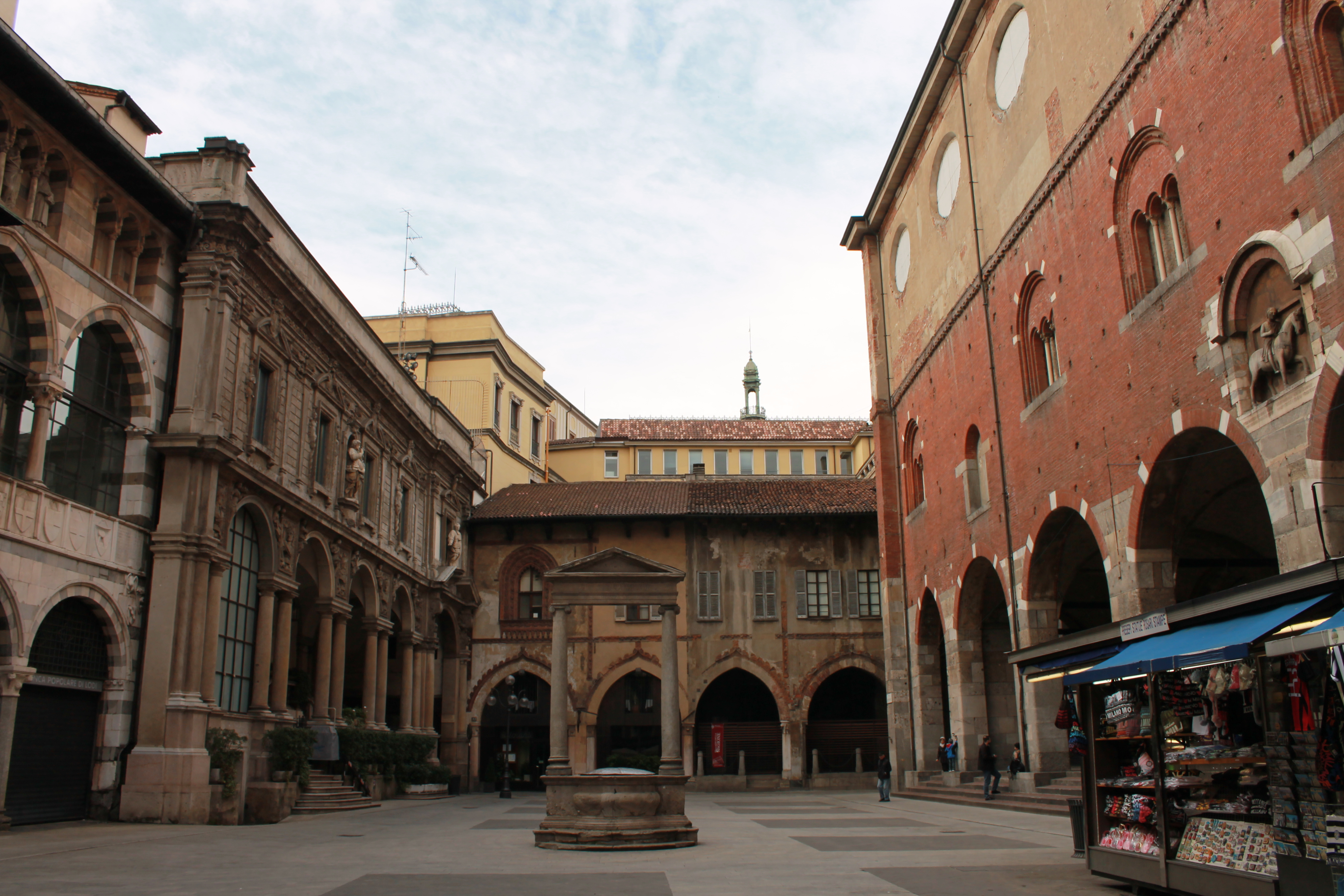
Piazza Mercanti a Milano, dove sono presenti il palazzo della Ragione, la Casa dei Panigarola e la Loggia degli Osii

Per ville e palazzi di Milano si intendono gli edifici pubblici e privati presenti nella città di Milano di particolare rilievo architettonico e artistico. Milano ha da sempre rappresentato un punto focale per quanto riguarda la costruzione di ville storiche e dimore, e racchiude in sé opere architettoniche di tutti gli stili architettonici: dal romanico al neogotico, dal barocco all'eclettico, dal Novecento italiano al razionalismo.

## Generalità
La diffusione di palazzi e ville patrizie risale all'epoca romana: se da analisi e scavi archeologici sono stati trovati reperti di ville risalenti al I secolo, il massimo splendore dei palazzi cittadini in epoca romana fu tra il III e il IV secolo quando Mediolanum venne adeguata al suo nuovo status di capitale dell'impero. Ausonio così descriveva la città:
(Ausonio, Ordo urbium nobilium, VII.)

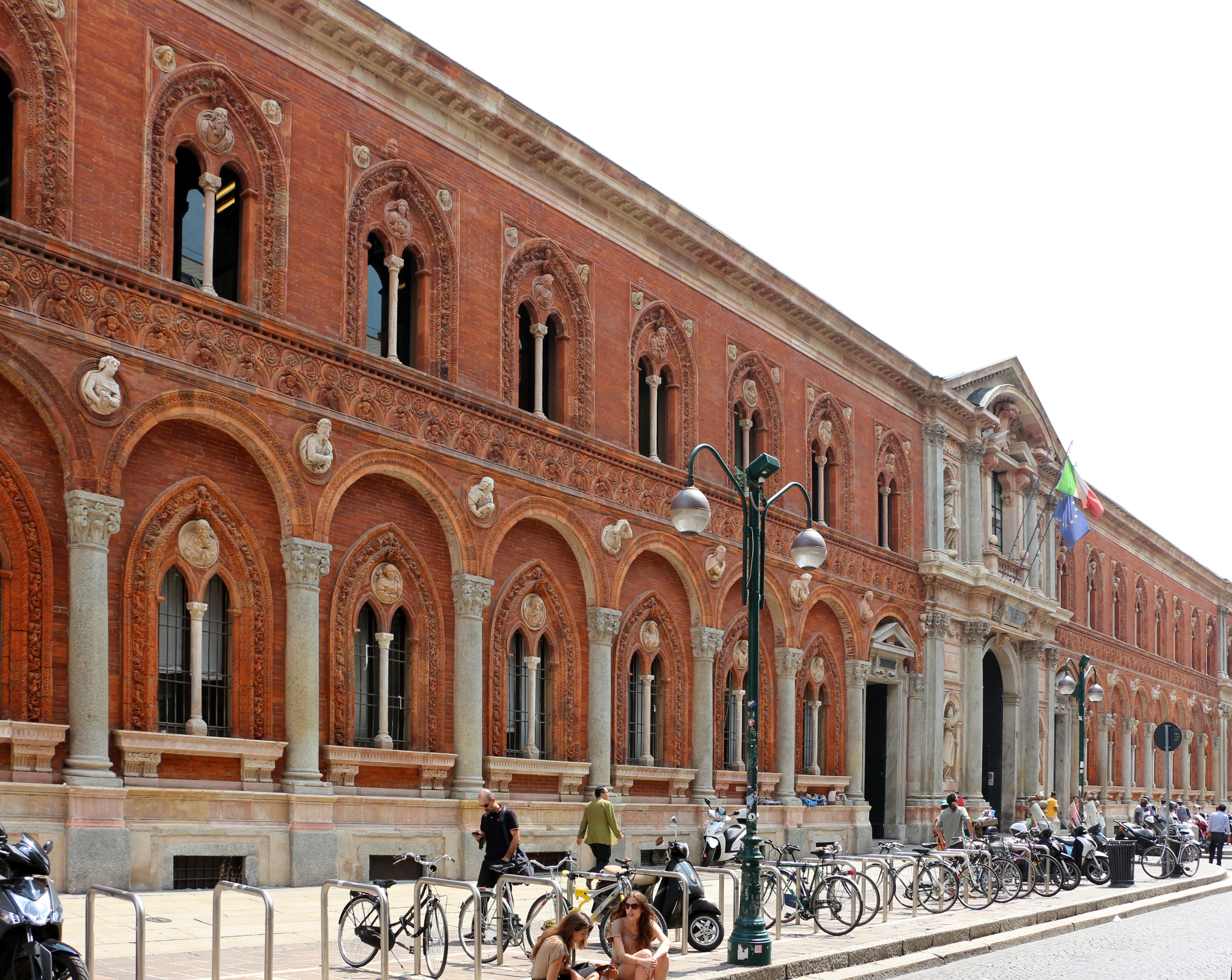
La Ca' Granda, architettura tipica del primo rinascimento lombardo

Dopo il passaggio dei barbari ed il dominio longobardo, l'edilizia pubblica e privata trovò nuovo impulso a partire dalla prima metà del XIV secolo sotto il dominio dei Visconti, con gli interventi di Broletto Nuovo, e la costruzione del palazzo Ducale e del palazzo Arcivescovile. Con il passaggio del ducato agli Sforza nella prima metà del XV secolo l'attività edilizia della città non si fermò ma trovò anzi nuovo impulso sotto la nuova architettura rinascimentale: oltre all'architettura di carattere pubblico, molte furono le residenze costruite dai i nobili locali per garantirsi una dimora in città che manifestasse la loro potenza e la loro influenza negli affari del Ducato. Con Francesco e Galeazzo Maria Sforza si assistette ad un'architettura rinascimentale ancora contaminata dal gotico, ben rappresentata dal Filarete e la sua Ca' Granda, mentre il castello Visconteo venne ricostruito in forme rinascimentali per ospitare la nuova corte. Il definitivo passaggio ad un rinascimento maturo avvenne tuttavia solo sotto il ducato di Ludovico il Moro e la chiamata a Milano di personalità come il Bramante o Leonardo da Vinci, che collaborando con artisti locali contribuirono a plasmare le forme del rinascimento lombardo: delle costruzioni private di questo periodo esistono purtroppo poche tracce, perlopiù di architetture interne o emerse durante restauri, come in palazzo Carmagnola, palazzo Pozzobonelli-Isimbardi e villa Simonetta.

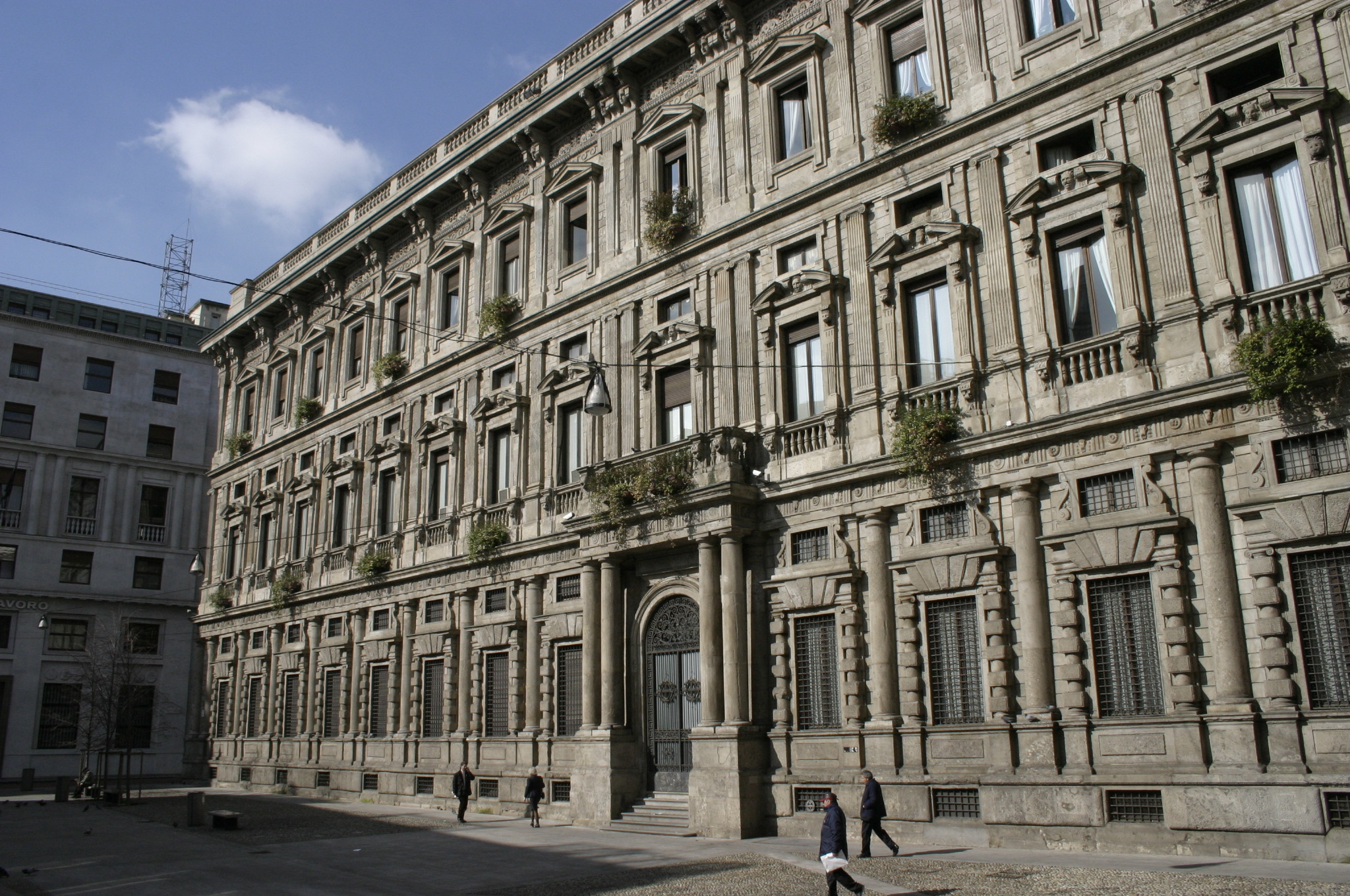
Palazzo Marino, esempio di architettura manierista della città

Se all'inizio del '500 la dominazione spagnola frenò un poco gli entusiasmi spensierati che avevano imperato durante l'umanesimo, nella seconda metà del XVI secolo il programma di riforma dei costumi e delle arti portato avanti dal cardinale Carlo Borromeo, sebbene imperniato sulle arti ed architetture religiose, non manca di dare un certo impulso all'architettura civile. Tra i principali interventi cinquecenteschi si possono citare palazzo Marino dell'Alessi, il rifacimento dell'palazzo Arcivescovile di Pellegrino Tibaldi, il palazzo dei Giureconsulti del Seregni e la casa degli Omenoni di Leone Leoni. Alla morte di San Carlo, l'opera di rinnovamento culturale cittadina fu proseguita dal cugino cardinale Federico Borromeo: architetto protagonista di questa prima fase del Seicento è Francesco Maria Richini, che nel campo civile progetta palazzo Annoni, palazzo Durini ed il palazzo del Senato con una delle prime facciate curve del barocco italiano. Tra gli altri architetti attivi a Milano in questo periodo si possono citare Fabio Mangone, responsabile della costruzione della Biblioteca Ambrosiana di gusto classicista ed il cortile palladiano del già citato palazzo del Senato.

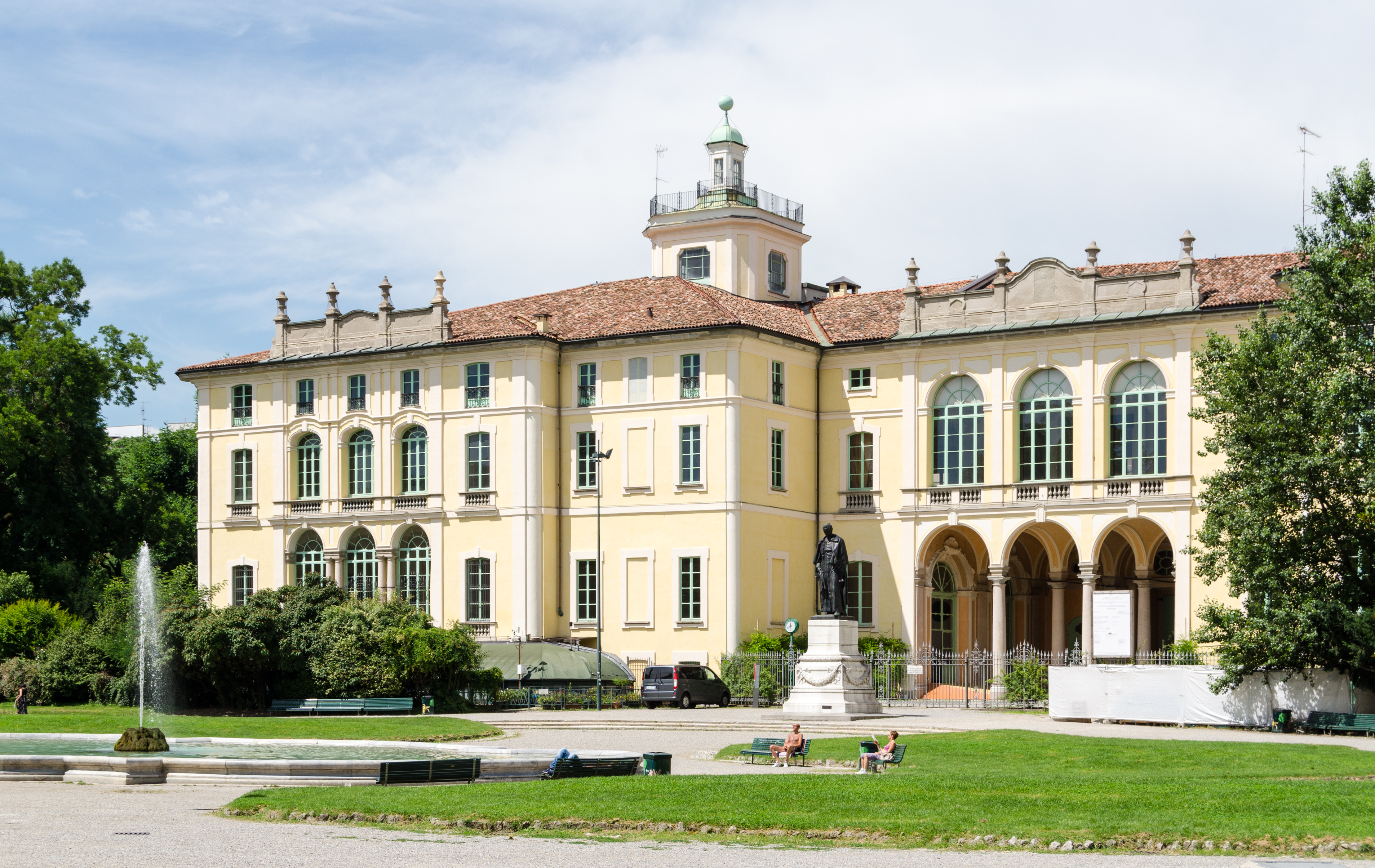
Palazzo Dugnani, all'epoca villa nobiliare del suburbio milanese

Il secolo che però più di ogni altro vide la costruzione delle "ville di delizia" fu senz'altro il Settecento. Quando si diffuse il concetto di villa per il soggiorno estivo, a Milano vennero costruiti numerosi palazzi per nobili provenienti da Roma, Venezia, Torino, Bologna e Napoli, che avevano a Milano la sede delle loro attività: nonostante l'aumento delle committenze e l'arrivo in città di interpreti di spessore, il barocco milanese non sfociò, come invece avvenne altrove, nel rococò. Il XVIII secolo segna invece il cambio di preferenza delle committenze milanesi da interpreti locali a scuole "straniere", su tutte veneta e romana, come testimoniano gli affreschi del Tiepolo a Palazzo Dugnani e Palazzo Clerici, o il palazzo Cusani di Giovanni Ruggeri. Altri eccellenti esempi di architettura barocca settecentesca milanese sono palazzo Litta e palazzo Visconti di Grazzano.
L'arrivo degli austriaci e le politiche illuminate della Casa d'Asburgo nel XVIII secolo aprì una nuova fiorente stagione architettonica che grazie ad un'attenta pianificazione e alla commissione d'organto cercò di ridare a Milano, seconda città dell'Impero dopo Vienna, una nuova dimensione anche impiantistica, dando il via ad una delle maggiori risistemazioni urbanistiche della storia della città: nella seconda metà del secolo infatti vennero messe sul mercato vaste aree non edificate, confiscate agli ordini religiosi, dove la nobiltà cittadina volle edificare i suoi nuovi palazzi per impressionare i nuovi sovrani. Tra i maggiori palazzi del primo periodo neoclassico milanese si possono citare palazzo Serbelloni di Simone Cantoni e palazzo Belgioioso del rivale Giuseppe Piermarini, architetto di corte e già autore del palazzo Reale, altra grande opera edilizia ascrivibile al primo dominio austriaco.

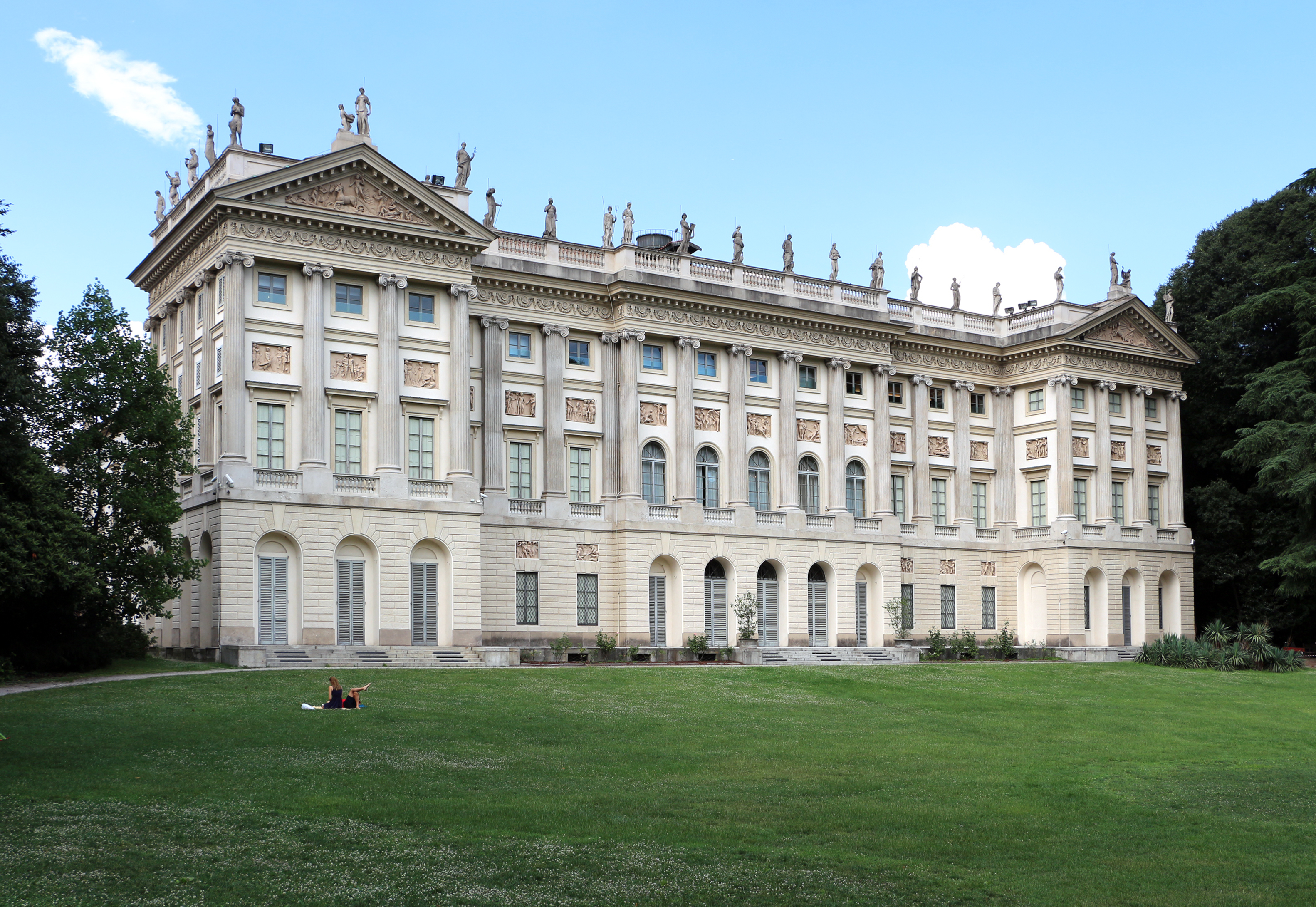
Villa Reale, prototipo del secondo periodo neoclassico milanese

La seconda fase del neoclassicismo, favorita peraltro dall'arrivo delle truppe napoleoniche e dalla diffusione di una nuova classe dirigente legata all'orbita francese, vide lo sviluppo di un'architettura meno austera: l'opera più significativa del periodo è sicuramente la villa Reale di Leopoldo Pollack, allievo del Piermarini, accanto ad altri palazzi civili come palazzo Saporiti; tuttavia l'attenzione del governo francese fu più dedicata ad opere e sistemazioni di spazi pubblici. In quegli anni viene infatti redatto uno dei primi piani regolatori moderni ed articolati in Italia, e la città viene dotata di una commissione d'ornato per deliberare sulle architetture cittadine. Con la restaurazione a partire dal 1815, la città entrò nella terza fase neoclassica, con edifici ispirati al primo neoclassicismo con facciate austere ma monumentali, come palazzo Melzi di Cusano ispirato a palazzo Serbelloni o Palazzo Borromeo d'Adda.
Con l'avvento dell'unità d'Italia, la nuova classe dirigente trovò nell'eclettismo lo stile per la celebrazione del nuovo corso storico: emerse su tutti gli stili una tendenza neorinascimentale ben rappresentata dalla casa Manzoni, ispirata ai modelli rinascimentali lombardi, e la ca' de Sass, evidentemente ispirata al rinascimento fiorentino. Non mancano tuttavia forme ispirate al manierismo cinquecentesco, come nel palazzo Chiesa, ed in misura minore al primo barocco, benché questa tendenza si abbia più che altro a partire dal XX secolo.

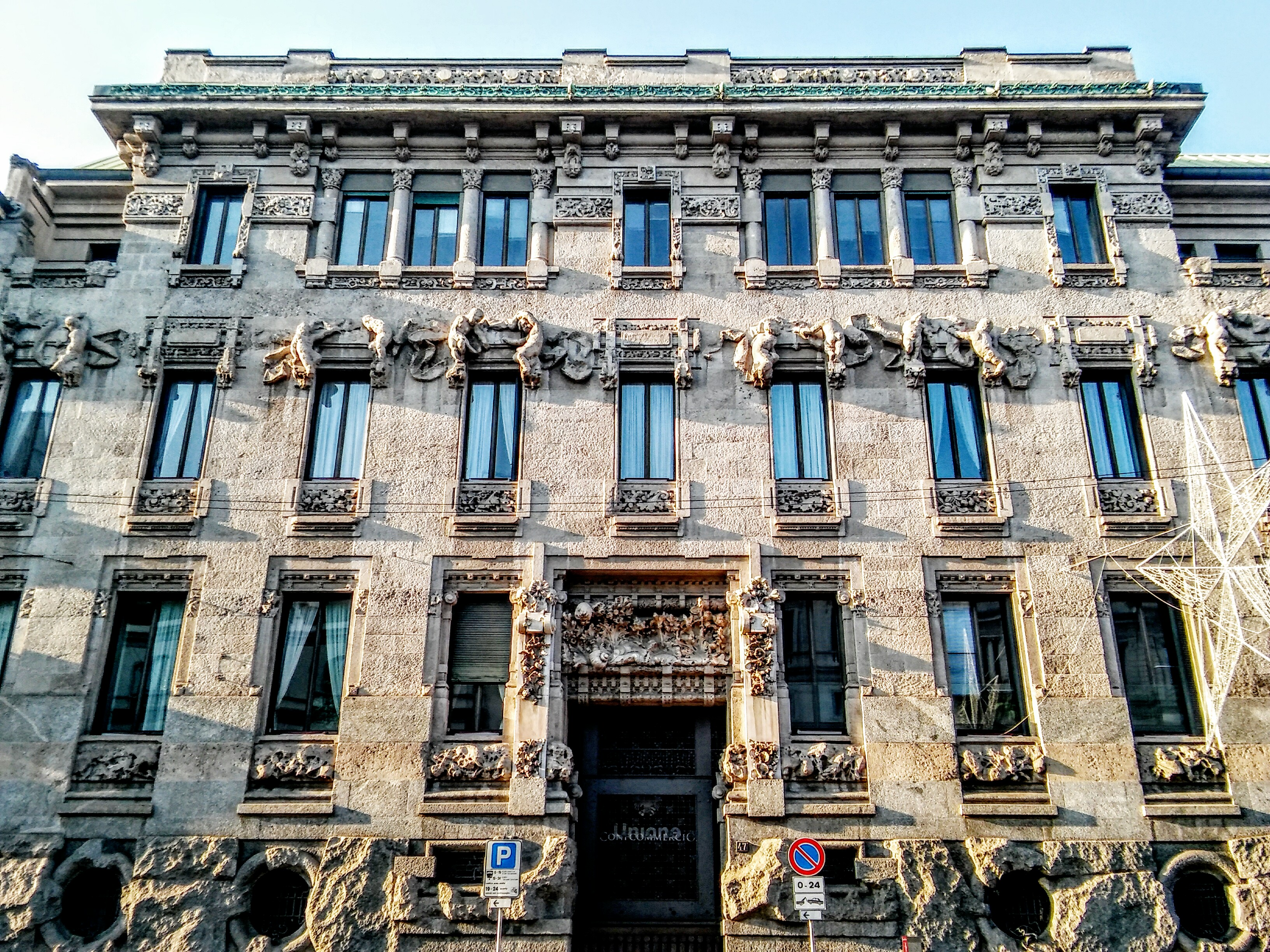
Palazzo Castiglioni, primo edificio liberty cittadino

Il Novecento fu l'ultima grande parentesi delle ville di delizia: con l'ingresso di Milano nel Regno d'Italia, essa era divenuta un centro industriale di fondamentale importanza per la nuova economia e soprattutto era divenuta uno dei punti nodali di scambio con l'Europa. A Milano si insediarono i borghesi, i nuovi nobili della seconda rivoluzione industriale, che cercarono di abbellirla, riportandola ad osservare le glorie del passato. Se da un lato la vecchia classe dirigente legata alle élite di potere tradizionale continuava a mostrare la propria ricchezza mediante un elaborato e monumentale stile eclettico, la nuova borghesia industriale iniziò, a partire dai primi anni del '900, a costruire palazzi nel nuovo stile liberty decorati con formelle in ceramiche variopinte e ferri battuti: tra i migliori esempi di liberty milanese ci sono palazzo Castiglioni, noto per le sue sculture in cemento decorativo, e casa Galimberti con le sue decorazioni in ceramica. Degno di nota per il virtuosismo delle balconate in ferro battuto è anche casa Ferrario.
Nonostante lo straordinario patrimonio architettonico della città, va precisato che ciò che si può vedere tuttora, rappresenta in minima parte quanto creato in tutta la storia della città: la tradizionale propensione cittadina a costruire dopo aver abbattuto palazzi già esistenti, uniti ai bombardamenti dell'ultima guerra hanno ridotto notevolmente il patrimonio complessivo della città. Se resta visibile buona parte dell'architettura e urbanistica neoclassica, quasi nulla rimane dei numerosi palazzi nobiliari rinascimentali.

## Elenco delle ville e dei palazzi di Milano
Segue qui un elenco delle ville e dei palazzi storici ancora oggi visibili sul territorio comunale di Milano. I palazzi sono divisi per sezioni tenendo presente l'anno di inizio della costruzione e ordinati per ordine alfabetico; laddove sia noto è segnalato l'architetto principale autore del progetto.

### XI secolo
- Casa e Torre dei Gorani

### XIII secolo

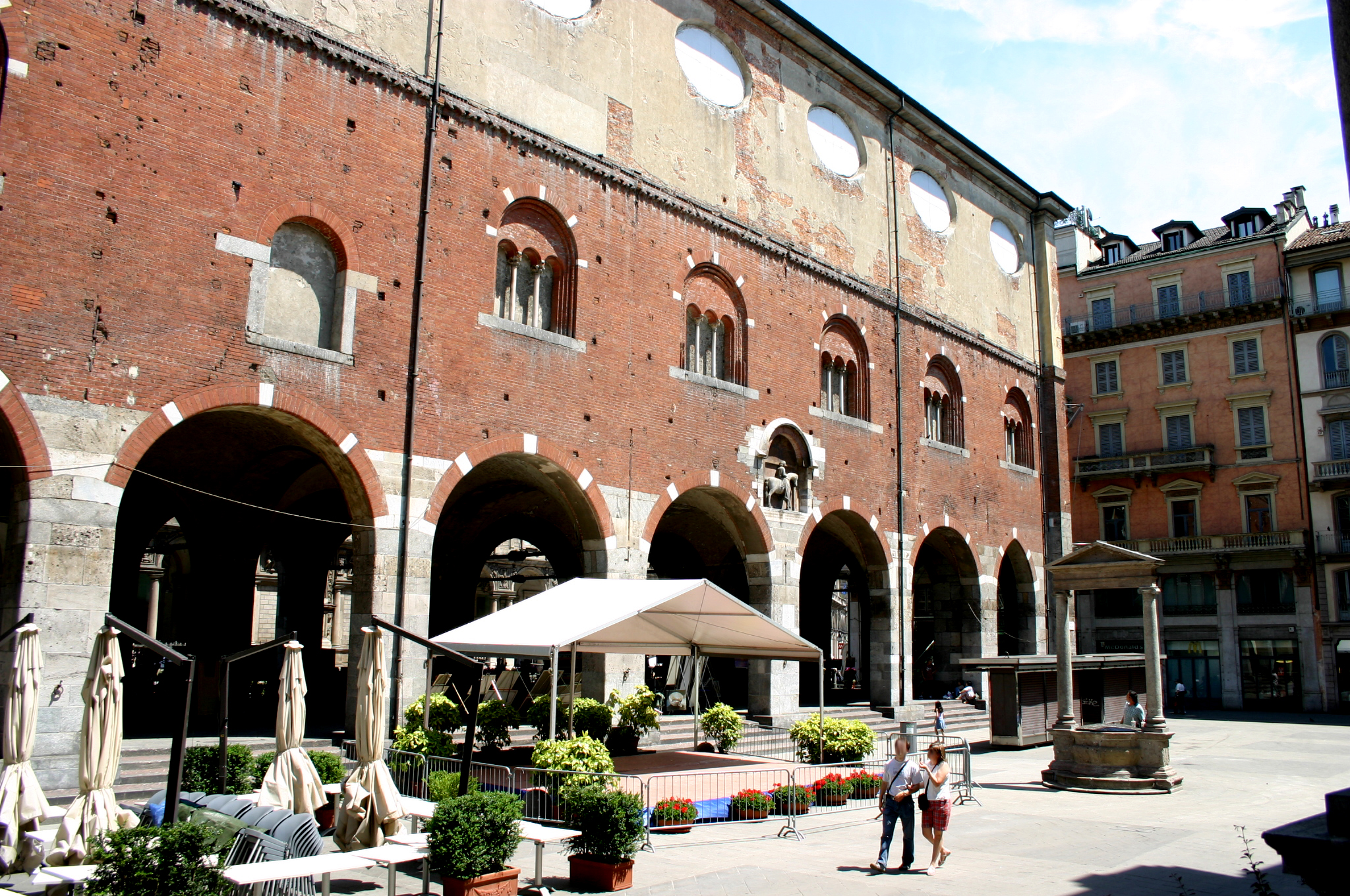
Il Palazzo della Ragione da piazza Mercanti

- Casa Radice Fossati (via Cappuccio, 13)
- Palazzo della Ragione o Broletto nuovo (piazza Mercanti, 1)

### XIV secolo
- Casa dei Morigi (via Morigi, 8)

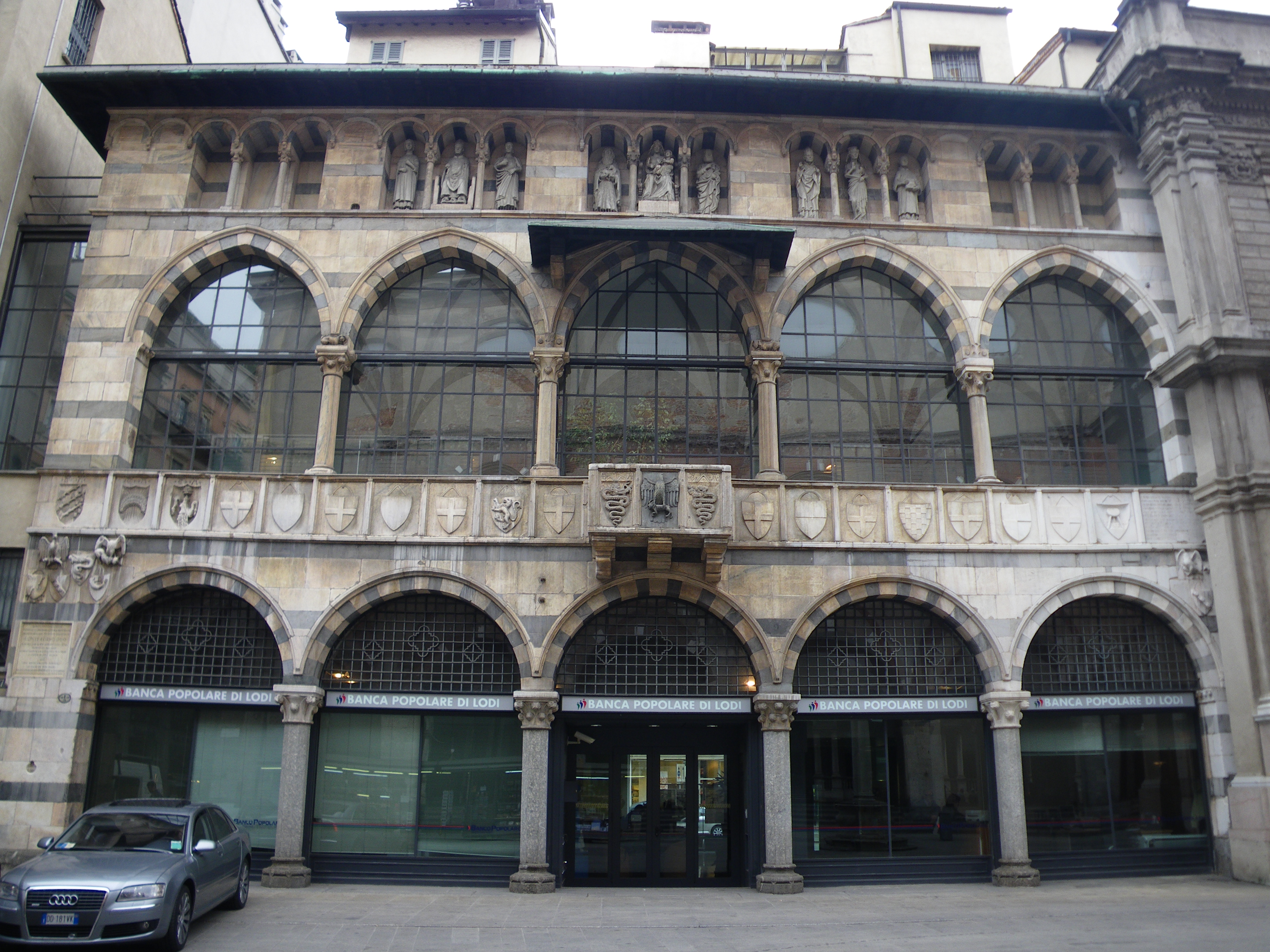
Loggia degli Osii

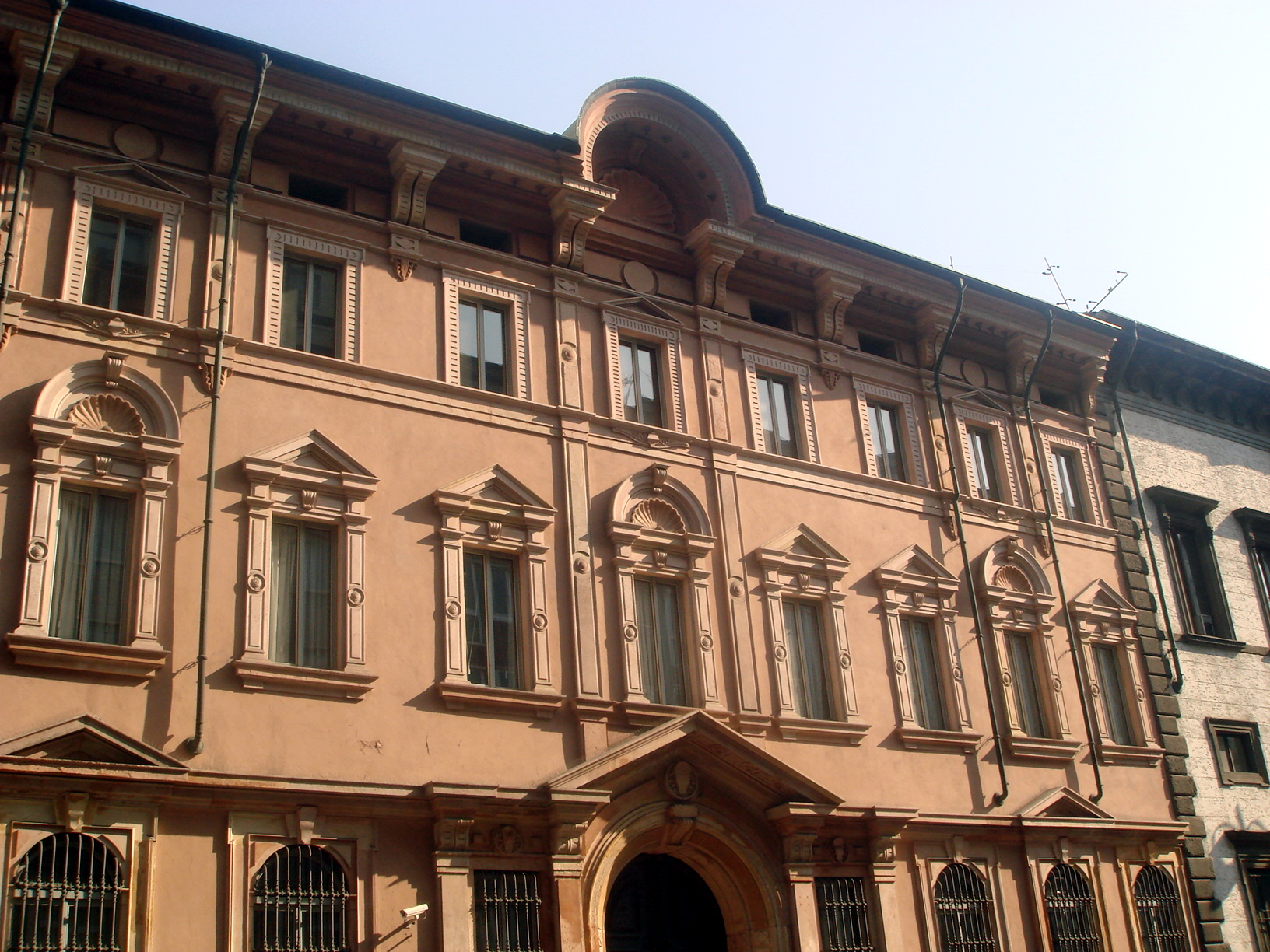
Palazzo Corio Casati

- Casa Panigarola (piazza Mercanti, 17)
- Loggia degli Osii (piazza Mercanti, 7)
- Palazzo Corio Casati (via San Paolo, 12)

### XV secolo

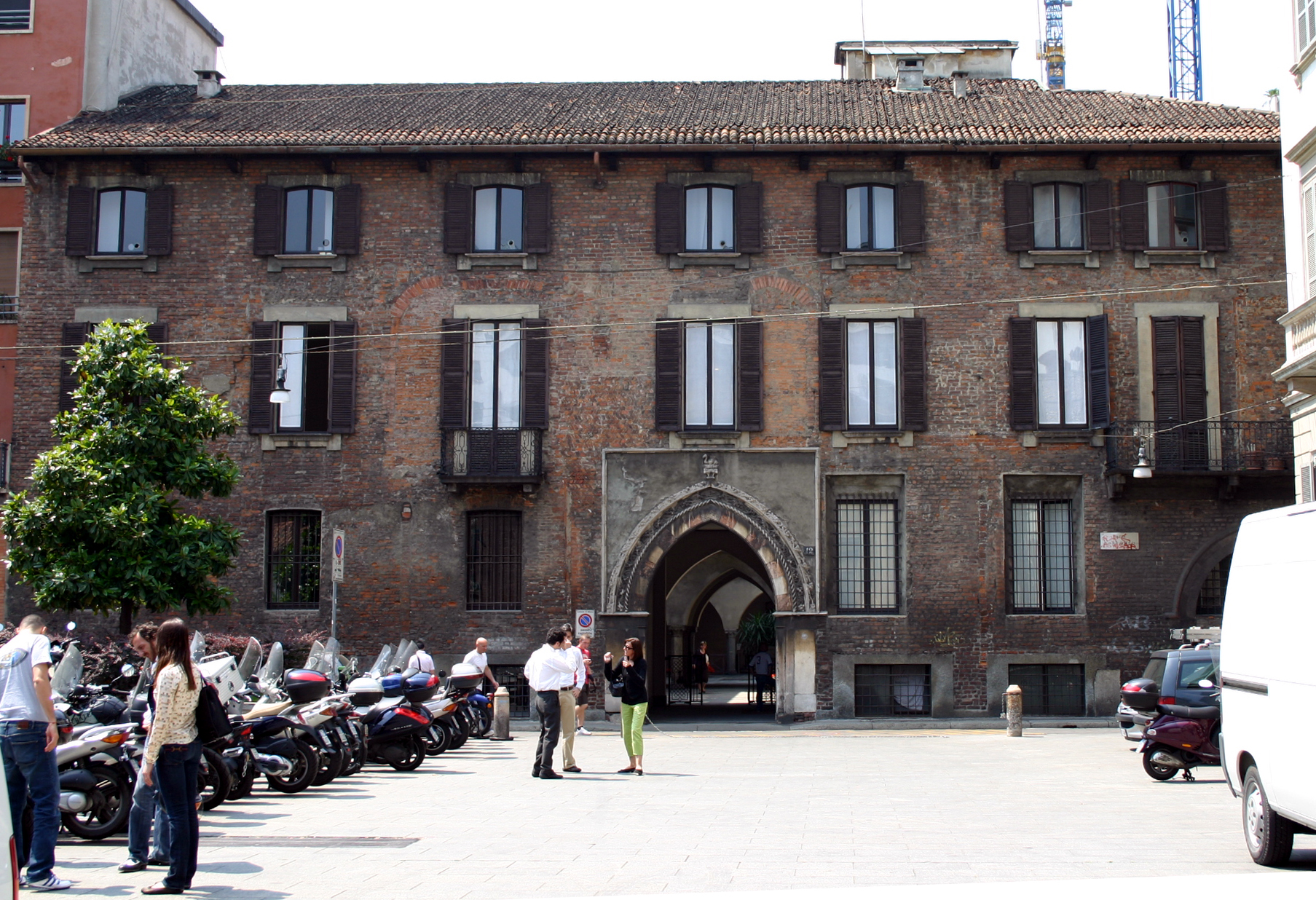
Palazzo Borromeo

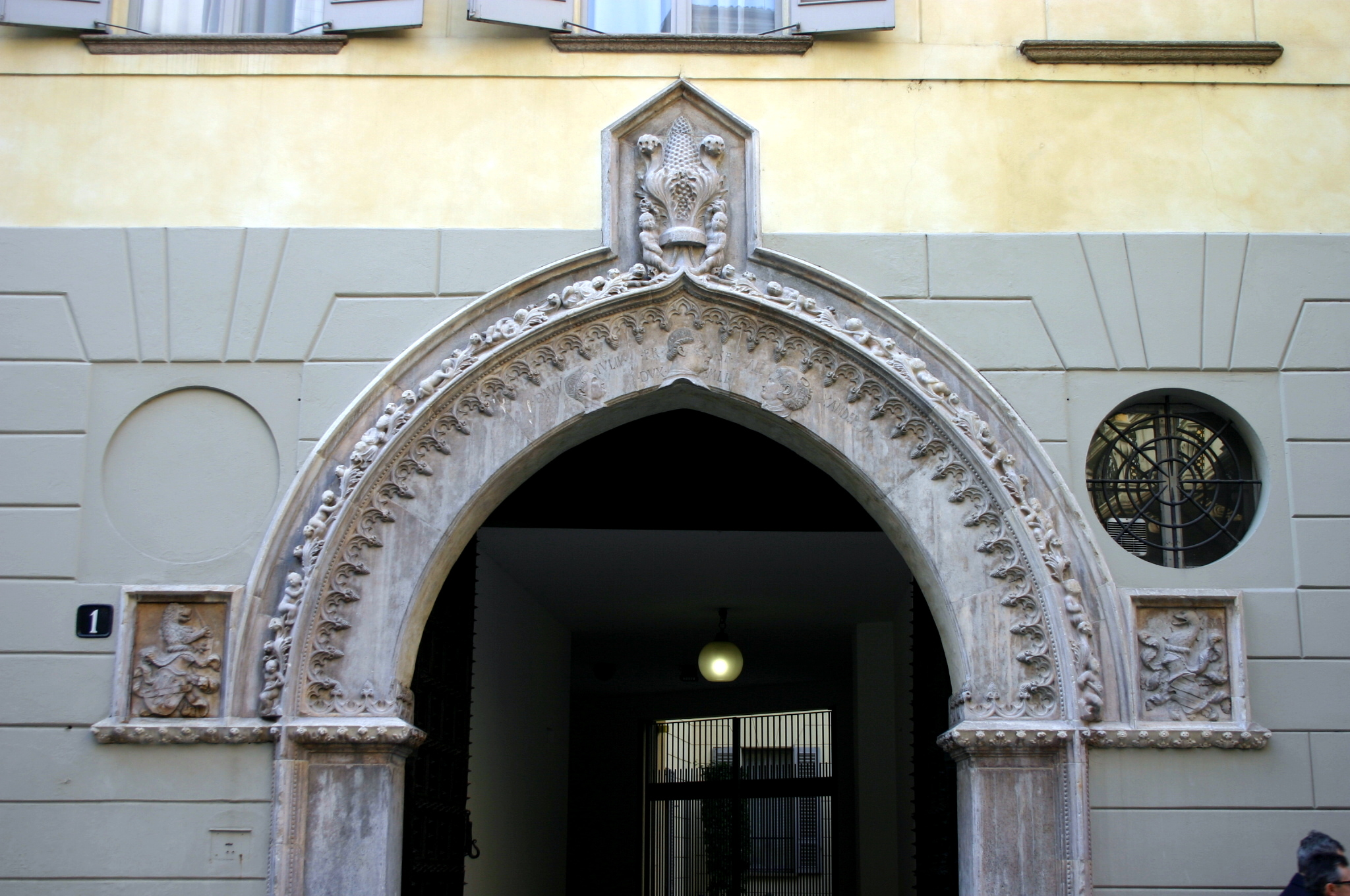
Portale di Palazzo Vimercati

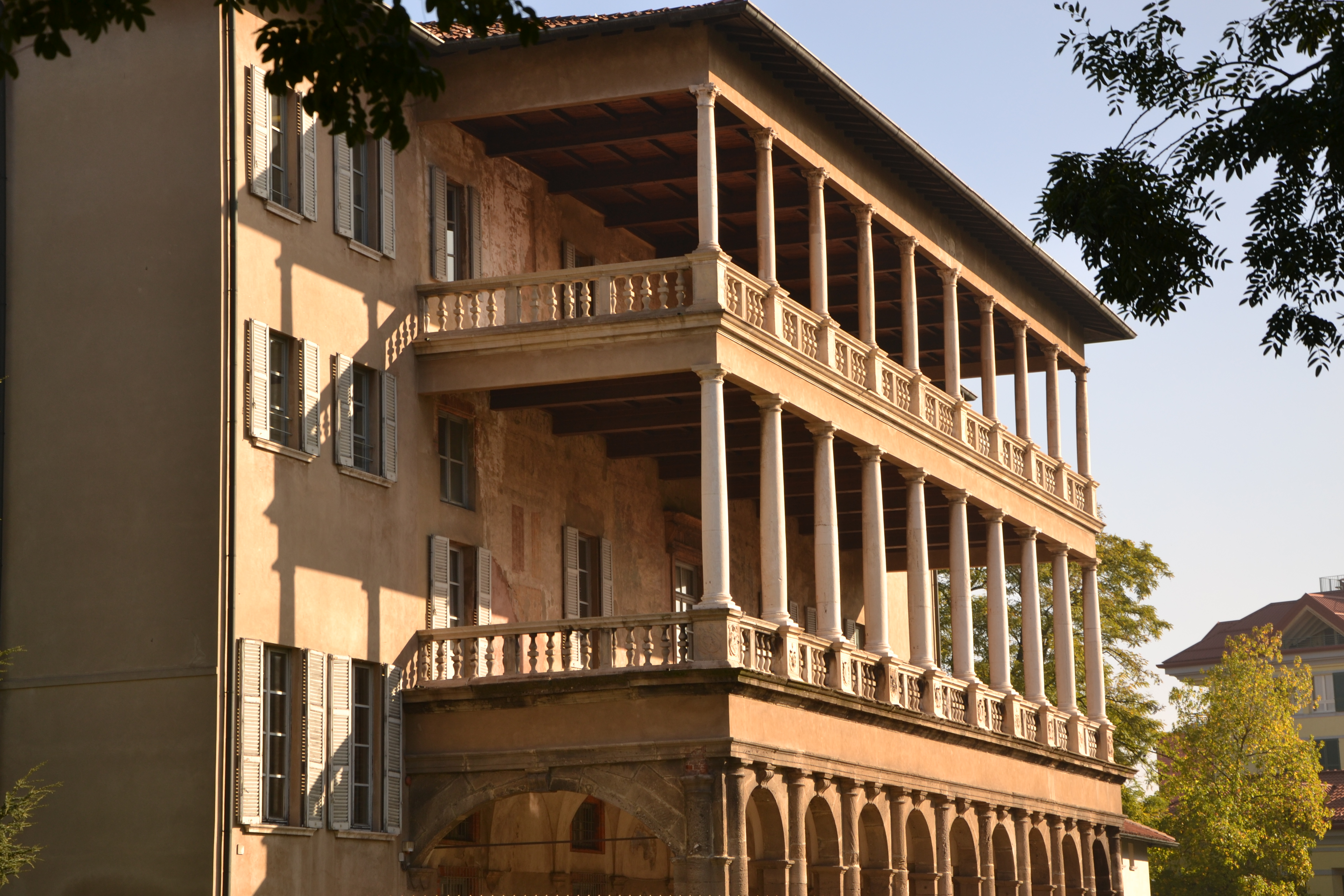
Villa Simonetta

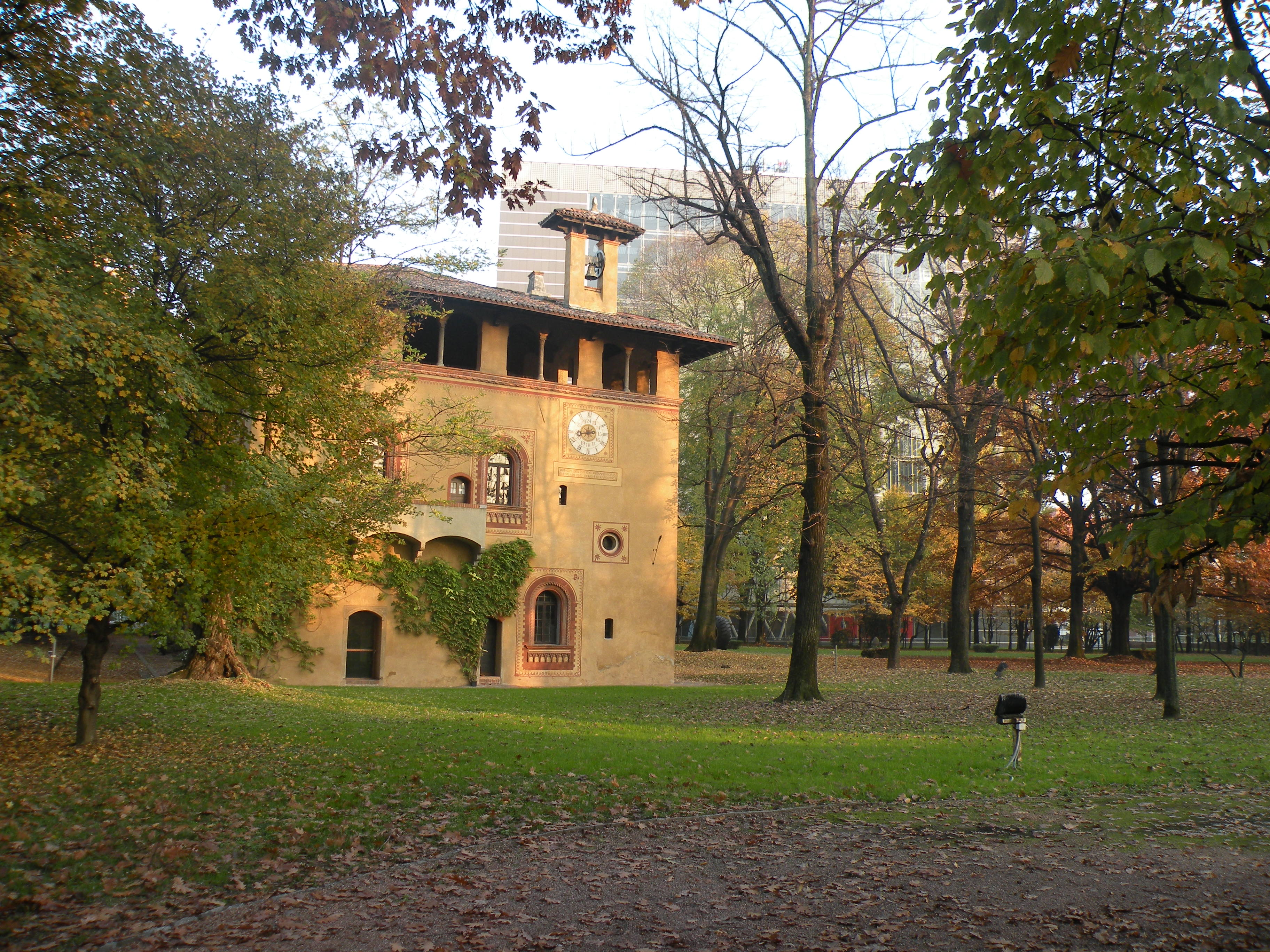
Bicocca degli Arcimboldi

- Bicocca degli Arcimboldi (viale Sarca, 214)
- Ca' Granda (via Festa del Perdono, 7)
- Casa degli Atellani (corso Magenta, 65)
- Casa Brivio (via Fratelli Morelli, 25-27)
- Casa dei Bossi (via dei Bossi, 4)
- Casa dei Botta (via San Maurilio, 14)
- Casa dei Grifi (Via Valpetrosa, 5)
- Casa dei Meravigli (via Meravigli, 4)
- Casa Fontana Silvestri (corso Venezia, 10)
- Casa in via Molino delle Armi 41 (via Molino delle Armi, 41)
- Casa Parravicini (via Cino del Duca, 4)
- Casa Piumi (via Pantano, 17)
- Casa Rabia Feltrinelli (piazza S.Sepolcro, 1)
- Conservatorio Giuseppe Verdi (via Conservatorio, 12)
- Cort del Colombin (via Lampugnano, 170-174)
- Istituto delle Canossiane (via della Chiusa, 9-11)
- Palazzo Arcivescovile (piazza Fontana, 2)
- Palazzo Borromeo (piazza Borromeo, 12)
- Palazzo Carcassola Grandi (via Monte Napoleone, 3)
- Palazzo Carmagnola (via Rovello, 2)
- Palazzo Castani (p.zza San Sepolcro, 9), sede della Questura di Milano
- Palazzo Dal Verme (via Puccini, 3)
- Palazzo del Monte di Pietà (via Monte di Pietà, 5)
- Palazzo Isimbardi (corso Monforte, 35)
- Palazzo Marietti (via del Bollo 2)
- Palazzo Medici (via Terraggio, 1-3-5, resti)
- Palazzo Pozzobonelli-Isimbardi (via dei Piatti, 4)
- Palazzo Vimercati (via Filodramamtici, 1)
- Villa Mirabello (via Villa Mirabello, 6), detta anche "Cascina Mirabello"
- Villa Vigoni (via dei Canzi, 30)

### XVI secolo
- Casa Crespi (via Borgonuovo, 18)
- Casa Crespi (via Sant'Andrea, 15)
- Casa Orsini (via Verdi, 9)

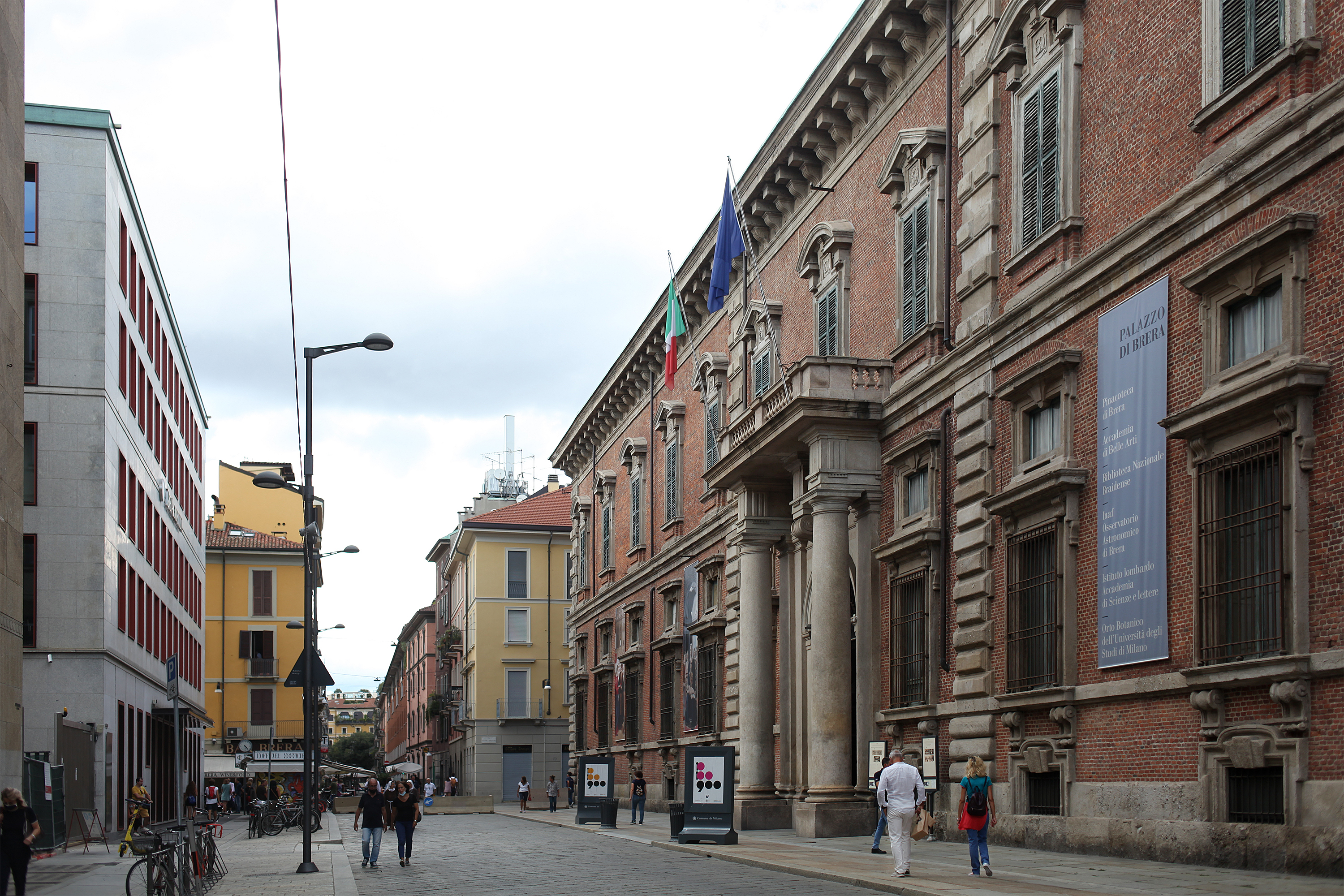
Palazzo della Pinacoteca di Brera

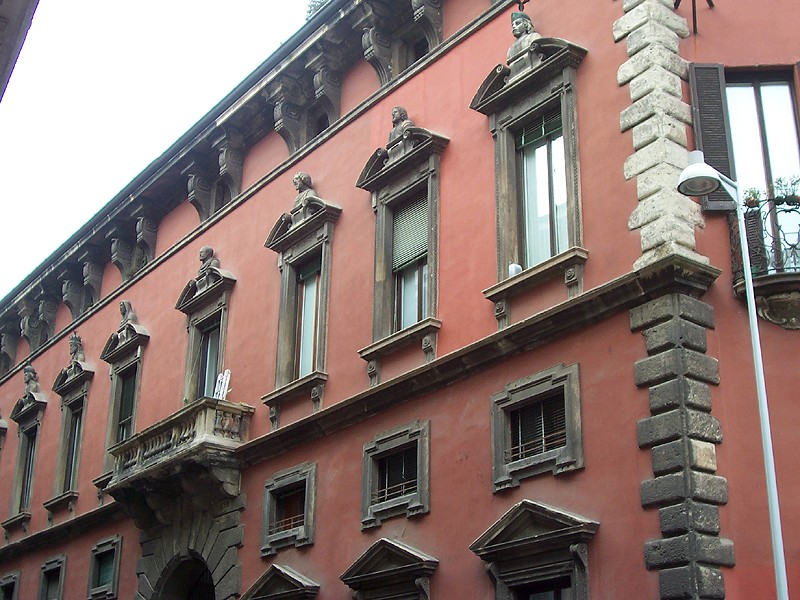
Palazzo di Prospero Visconti

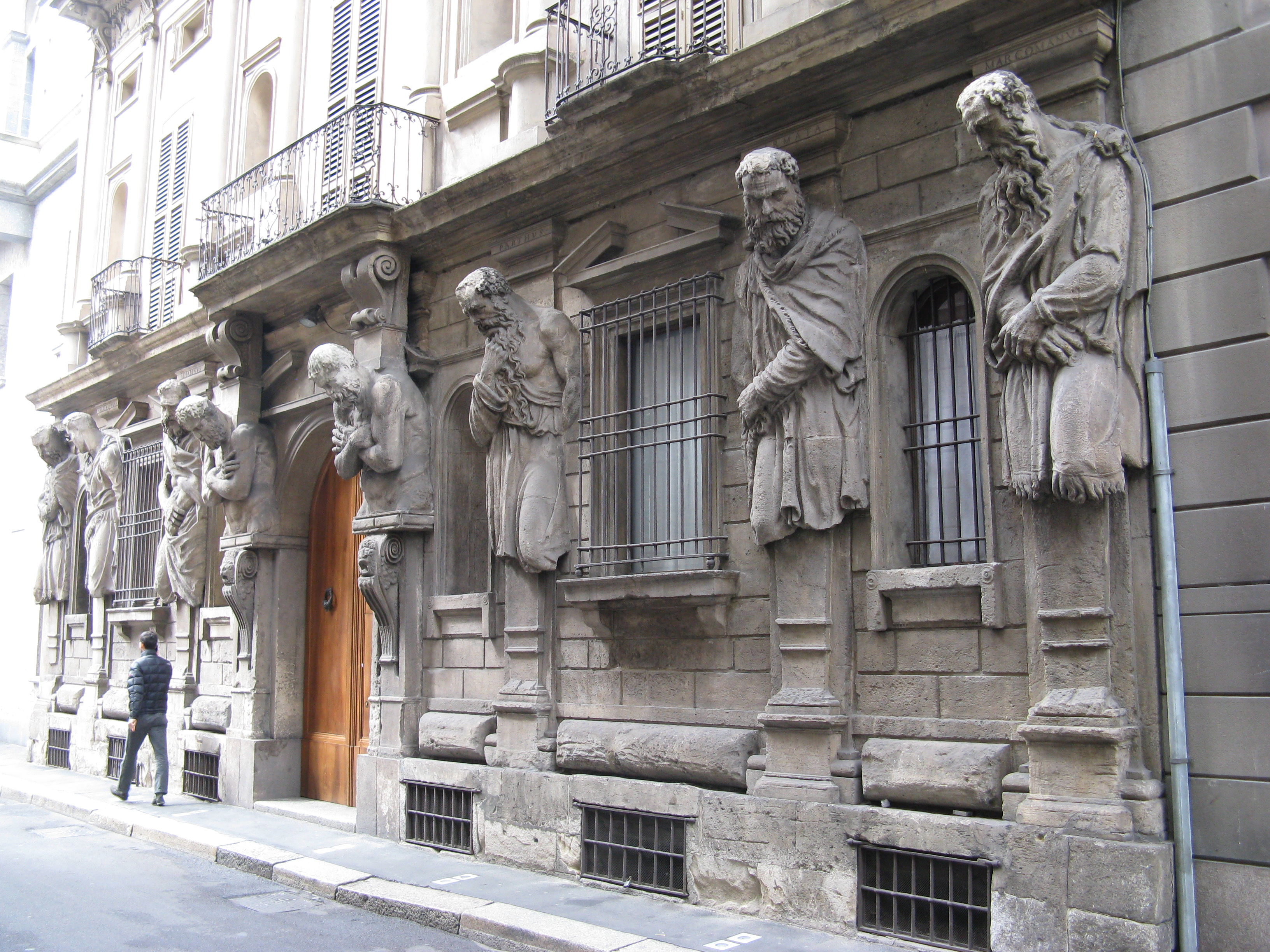
Particolare della Casa degli Omenoni

- Casa di Cesare Cantù (via Morigi, 5)
- Collegio dei Calchi Taeggi (corso di Porta Vigentina, 15)
- Collegio della Guastalla (via Sforza)
- Palazzo Aliverti (via Broletto, 20)
- Palazzo Archinto (via Olmetto, 6)
- Palazzo Bigli (via Bigli, 11)
- Palazzo Brivio Sforza (via Olmetto, 17)
- Palazzo Stampa di Soncino (via Soncino, 2)
- Palazzo dei Giureconsulti (via Mercanti, 2)
- Palazzo della Questura (via Fatebenefratelli, 11)
- Palazzo di Brera (via Brera, 28)
- Palazzo di Prospero Visconti (via Lanzone, 2)
- Palazzo Guerrini (via Lanzone, 32)
- Palazzo Landriani (via Borgonuovo, 25)
- Palazzo Lurani Cernuschi (via Cappuccio, 18)
- Palazzo Marino (piazza della Scala, 2)
- Palazzo Rabia Feltrinelli (piazza S.Sepolcro, 1)
- Palazzo Recalcati (via Amedei, 8)
- Palazzo Recalcati Tagliasacchi (via Borgonuovo, 15)
- Palazzo Spinola (via san Paolo, 10)
- Palazzo Taverna (via Bigli, 9)
- Palazzo Vidiserti Dozzio (via Monte Napoleone, 23)
- Senavra (corso XXII Marzo, 50)
- Palazzo delle Scuole Palatine (piazza Mercanti, 11)
- Villa Folli (via Dardanoni 8-10)
- Villa Simonetta (via Stilicone, 36)
- Villa Scheibler (via Orsini, 21)

### XVII secolo

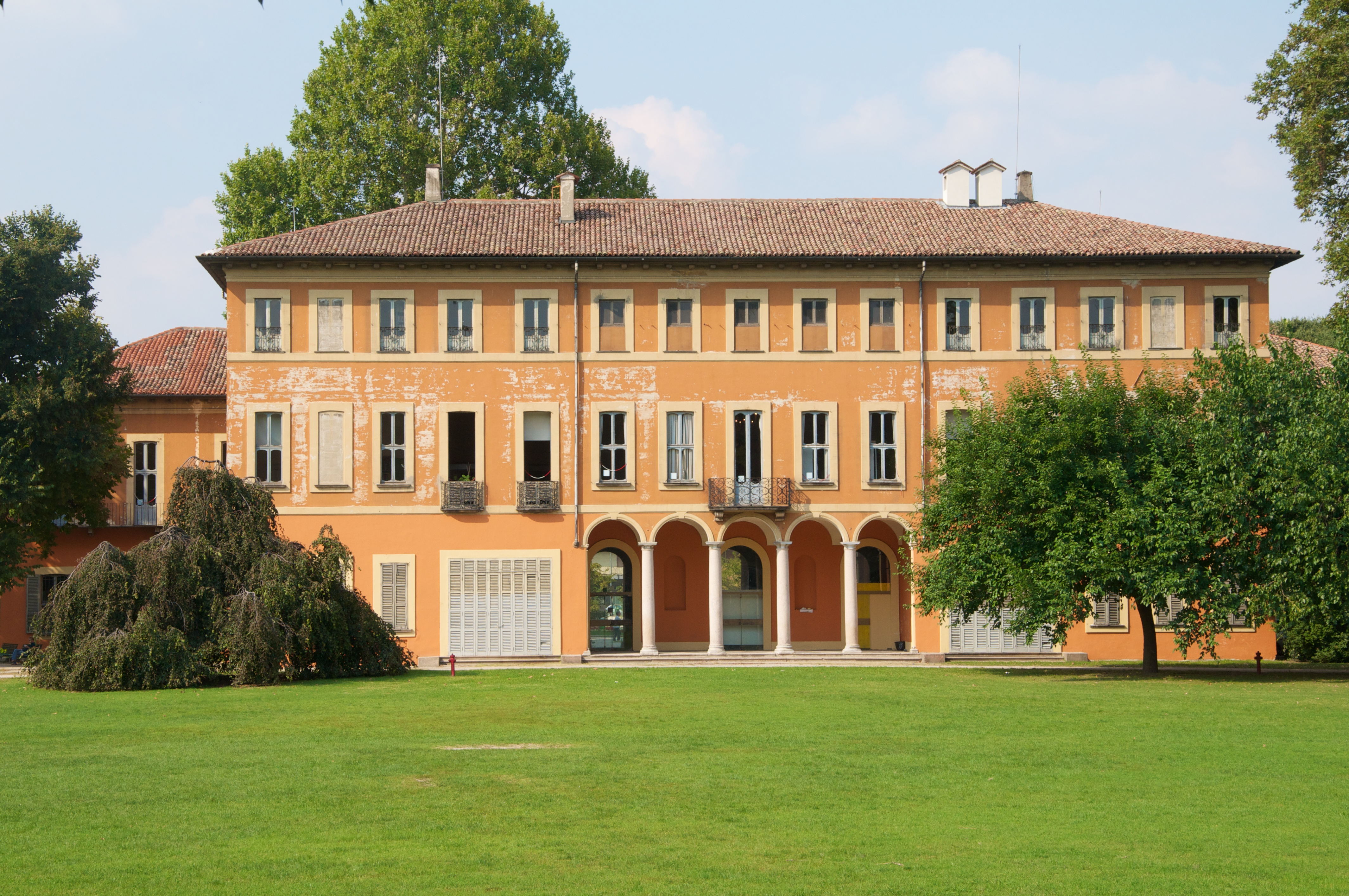
Villa Litta

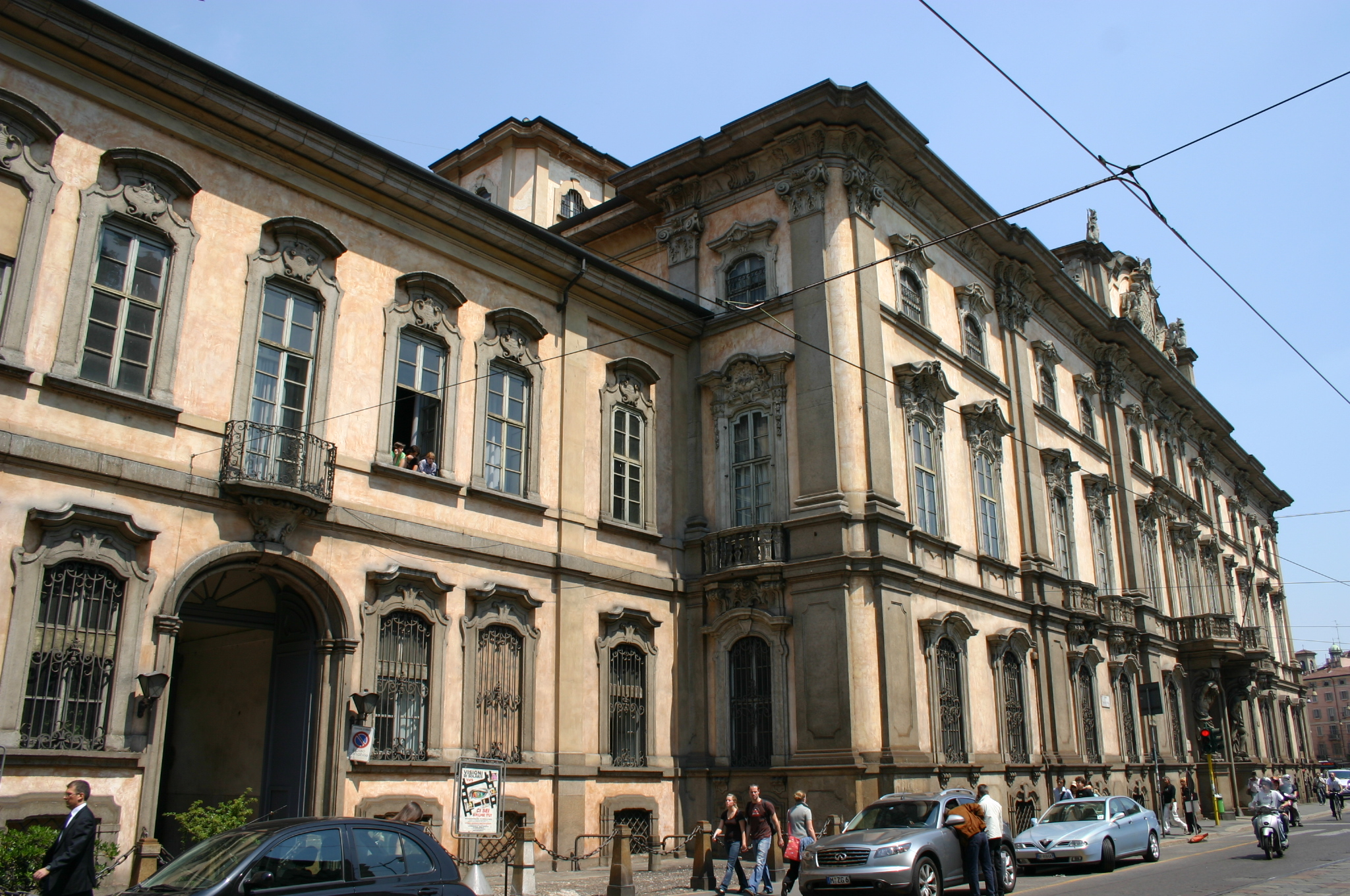
Palazzo Litta

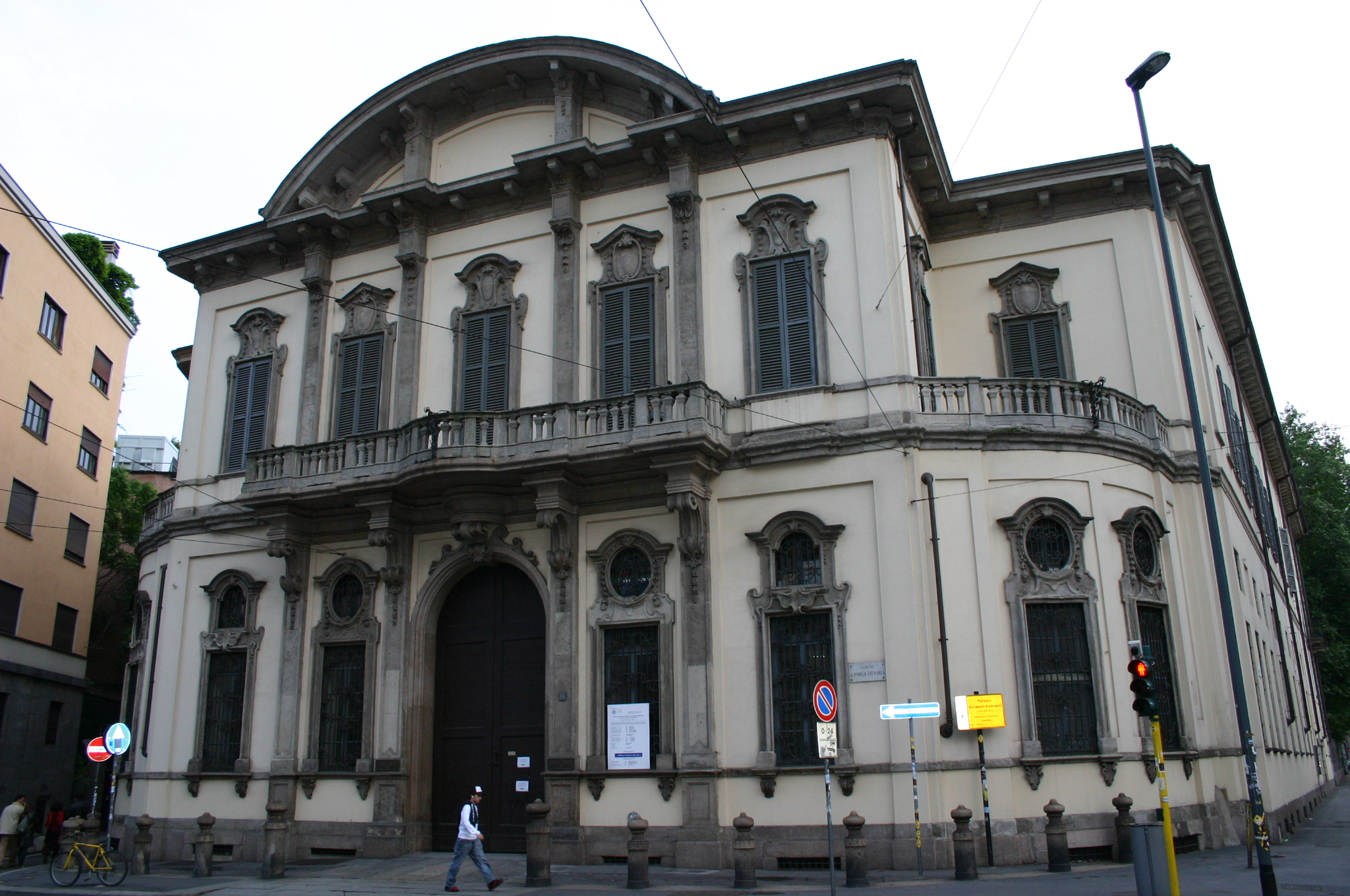
Palazzo Sormani

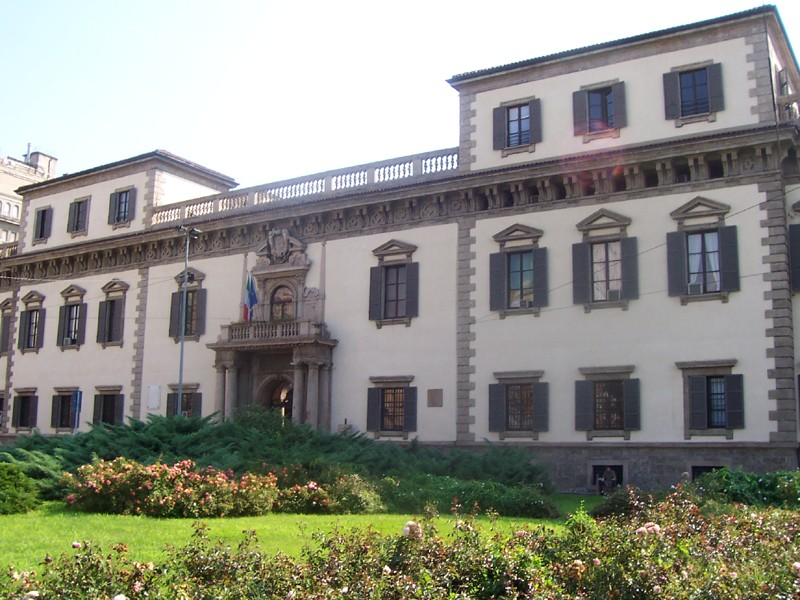
Palazzo del Capitano di Giustizia

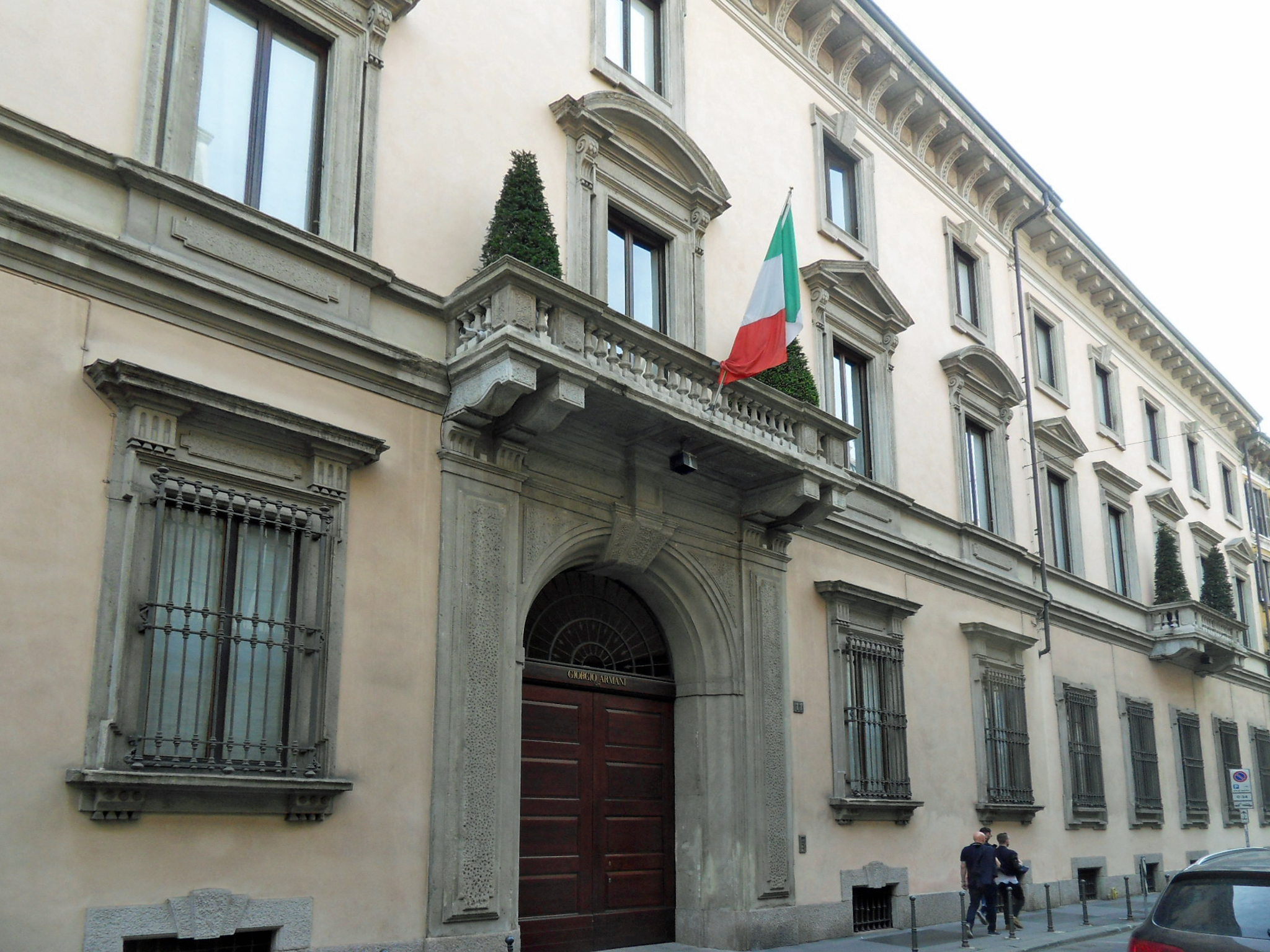
Palazzo Orsini

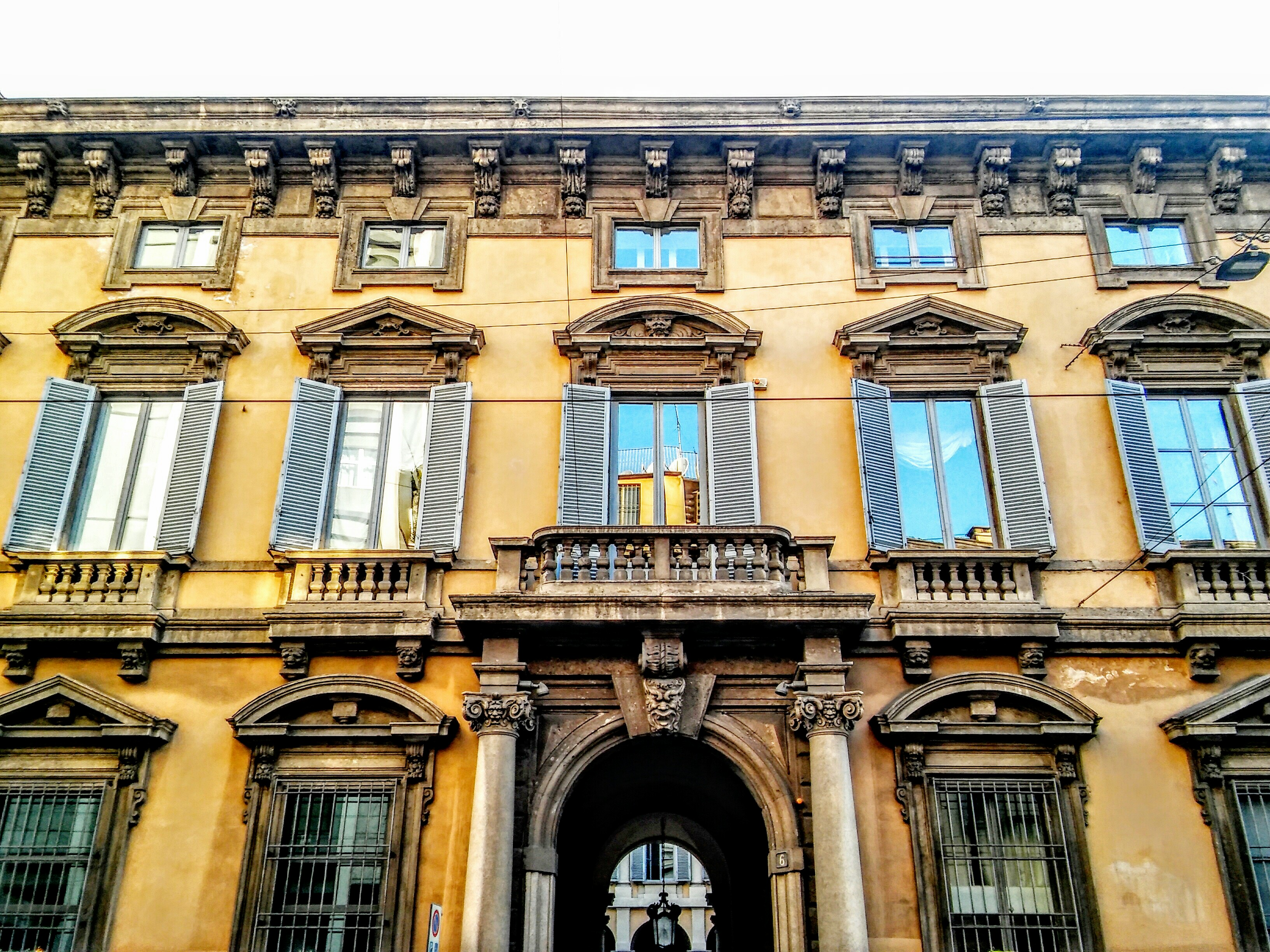
Palazzo Annoni

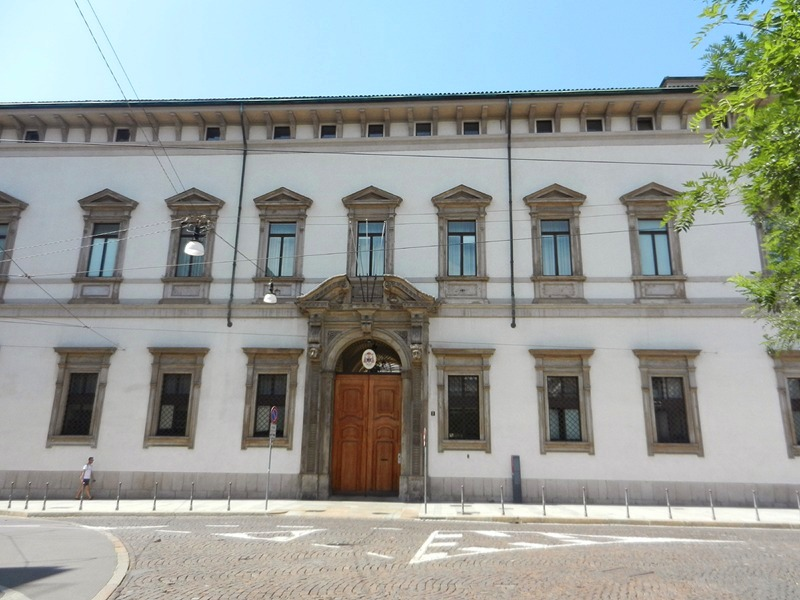
Palazzo Arcivescovile

- Ca' da Nobile Segnanino di San Pietro (via R.Cozzi 39/41)
- Casa Banfi (via Brera, 9)
- Casa Buttafava (via Lanzone, 21)
- Casa Cavigioli (via Cappuccio, 9)
- Casa Cornaggia Medici (via Santa Marta, 25)
- Casa Crespi (c.so Venezia, 20)
- Casa degli Omenoni (via degli Omenoni, 3)
- Casa Sioli Legnani (via Borgonuovo, 5)
- Casa Toscanini (via Durini, 20)
- Palazzo Acerbi (corso di Porta Romana, 3)
- Palazzo Alari Visconti (via Santa Maria Fulcorina, 17)
- Palazzo Amman (via Arrigo Boito, 8)
- Palazzo Annoni (c.so di Porta Romana, 6)
- Palazzo Bigli Samoyloff (via Borgonuovo, 20)
- Palazzo Crivelli (via Pontaccio, 12)
- Palazzo Cusani (via Brera, 15), sede del Comando del Corpo d'Armata di Milano
- Palazzo del Capitano di Giustizia (via Beccaria, 9), sede della Polizia locale di Milano
- Palazzo del Senato (Milano) (via Senato, 10)
- Palazzo dell'Ambrosiana (piazza Pio XI, 2)
- Palazzo delle ex Scuole Arcimbolde (piazza S.Alessandro, 1)
- Palazzo delle Stelline (corso Magenta, 61)
- Palazzo Dugnani (via Manin, 2)
- Palazzo Durini Caproni (via Durini, 24)
- Palazzo Erba Odescalchi (via dell'Unione, 5)
- Palazzo in via Santa Maria alla Porta 5
- Palazzo Litta o Arese (corso Magenta, 24)
- Palazzo Mazenta (via Amedei 2)
- Palazzo Olivazzi (via Bigli, 21)
- Palazzo Orsini (via Borgonuovo, 11)
- Palazzo Pusterla Brivio (piazza S.Alessandro, 4)
- Palazzo Silva di Biandrate (via del Lauro, 9)
- Palazzo Sormani (corso di Porta Vittoria, 6), sede della Biblioteca centrale di Milano
- Palazzo Visconti Aimi (via Filodrammatici, 10)
- Villa Litta (viale Affori, 21)
- Villa Busca Serbelloni (via Rombon, 41)

### XVIII secolo

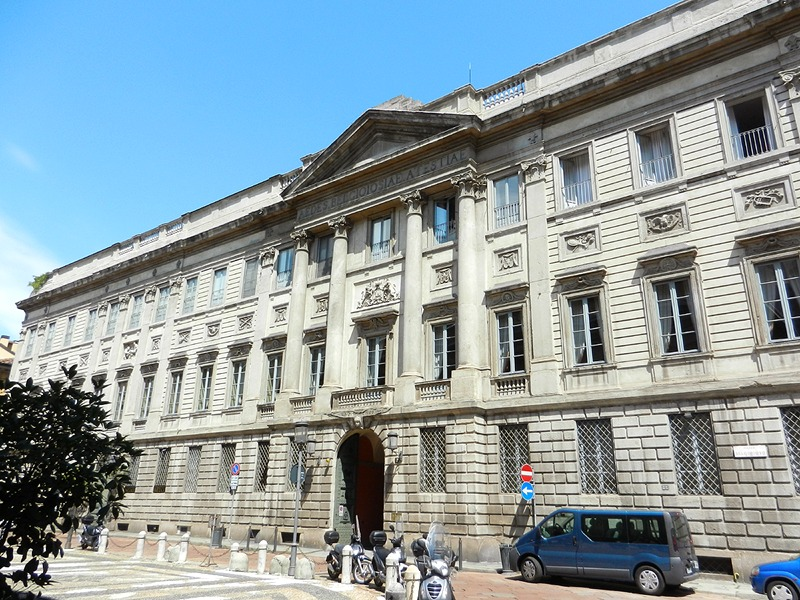
Palazzo Belgiojoso

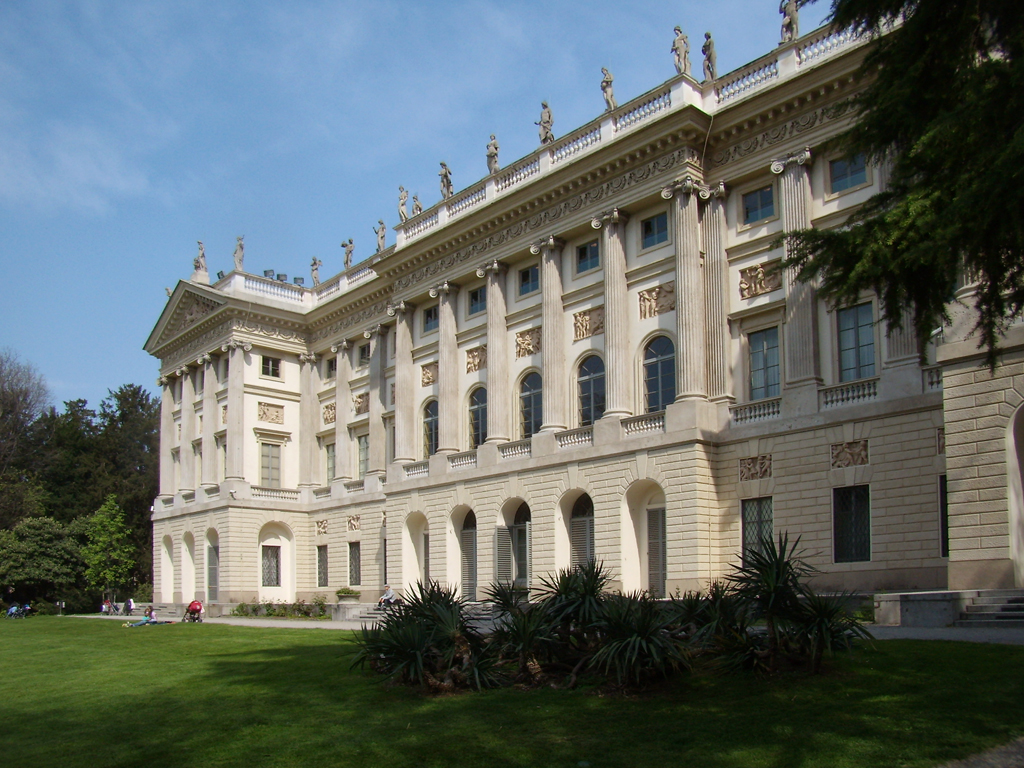
Facciata della Villa Reale verso il giardino

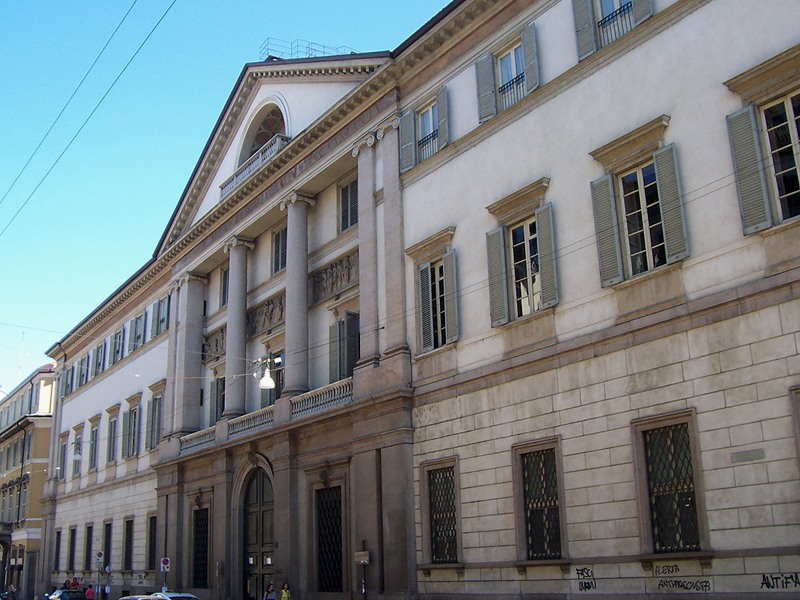
Palazzo Serbelloni

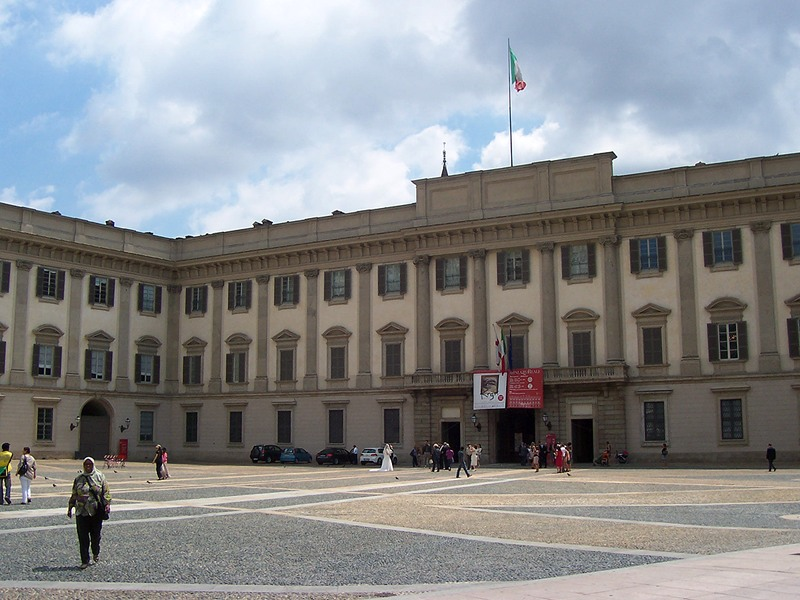
Palazzo Reale

- Archivio di Stato di Milano (via Senato 10)
- Casa Berchet (via Cino del Duca, 2)
- Casa Beccaria (via Brera, 6)
- Casa Buzzoni (via Bocchetto, 13)
- Casa degli Occhi (via S.Sisto 6)
- Casa di Alessandro Manzoni (via Visconti di Modrone, 16)
- Casa Formentini (via Formentini, 1)
- Casa in Corso Magenta 60
- Casa Melzi (via San Tomaso 5)
- Casino Ricordi (largo Ghiringhelli, 1)
- Casino Reale (via Filodrammatici, 1)
- Casa Toschi Cornegliani (corso Venezia 44)
- Casa Valerio (via Borgonuovo, 24)
- Casa Via S. Orsola (via S. Orsola 11)[17]
- Palazzo Belgioioso (via Morigi,9)
- Palazzo Belgioioso Mapelli (via Sant'Eufemia, 2)
- Palazzo Borromeo d'Adda (via Manzoni, 39-41)
- Palazzo Bovara (corso Venezia, 51)
- Palazzo Belgiojoso (piazza Belgiojoso)
- Palazzo Bolagnos Viani Visconti di Grazzano (via Cino del Duca, 8)
- Palazzo Casnedi (via San Tomaso 5)
- Palazzo Cicogna (corso Monforte, 23)
- Palazzo Citterio (via Brera, 12-14)
- Palazzo Clerici (via Clerici, 5)
- Palazzo Confalonieri (via Monte di Pietà, 14)
- Palazzo Cornaggia (via Cappuccio 21)
- Palazzo Crotti (via Moneta 1)
- Palazzo Dal Pozzo Benni (corso Venezia, 53)
- Palazzo del Monte (via Montenapoleone 8)
- Palazzo Durini di Monza (via S.Maria Valle, 2)
- Palazzo Fagnani (via s. Maria Fulcorina, 20)
- Palazzo Gallarati Scotti (via Manzoni, 30)
- Palazzo Greppi (via Sant'Antonio, 12)
- Palazzo Greppi (Milano, via Borgonuovo) (via Borgonuovo, 19)
- Palazzo Jacini (via del Lauro 3)
- Palazzo Khevenhüller Arnaboldi (via Monte di Pietà 1)
- Palazzo in corso di Porta Ticinese 22 (corso di Porta Ticinese, 22)
- Palazzo in Corso Monforte 16 (Corso Monforte 16)
- Palazzo Litta Cusini Modignani (corso Europa, 16)
- Palazzo Mainoni (via Amedei 4-6)
- Palazzo Mapelli (via Cappuccio, 15)
- Palazzo Marchetti (via Morone 4)
- Palazzo Mellerio (corso di Porta Romana, 13)
- Palazzo Morando (via S. Andrea, 6)
- Palazzo Moriggia (via Borgonuovo, 23), oggi Museo del Risorgimento
- Palazzo Perego di Cremnago (via Borgonuovo, 12)
- Palazzo Pisani Dossi (via Brera 11)
- Palazzo Reale (piazza del Duomo, 12)
- Palazzo Resta Pallavicino (via Conservatorio, 7)
- Palazzo Rougier (corso di porta Romana, 17)
- Palazzo Serbelloni (corso Venezia, 16)
- Palazzo Trivulzio (piazza Sant'Alessandro, 6)
- Villa Albrighi (via Amalfi 15)
- Villa Clerici (via Terruggia 14)
- Villa De Ponti (via San Mamete 42)
- Villa Marietti (piazza Villa Pizzone, 3)

### XIX secolo

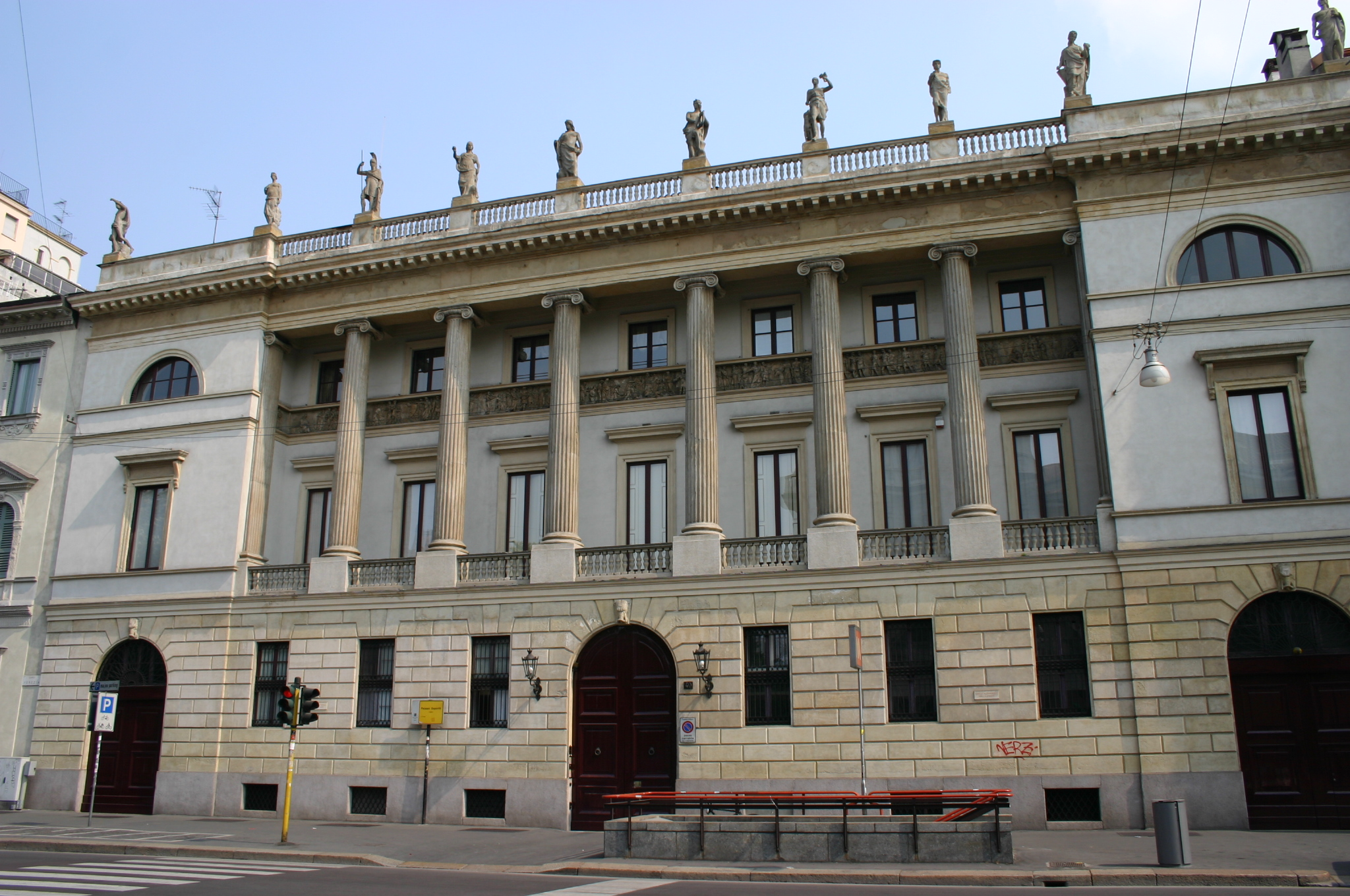
Palazzo Saporiti

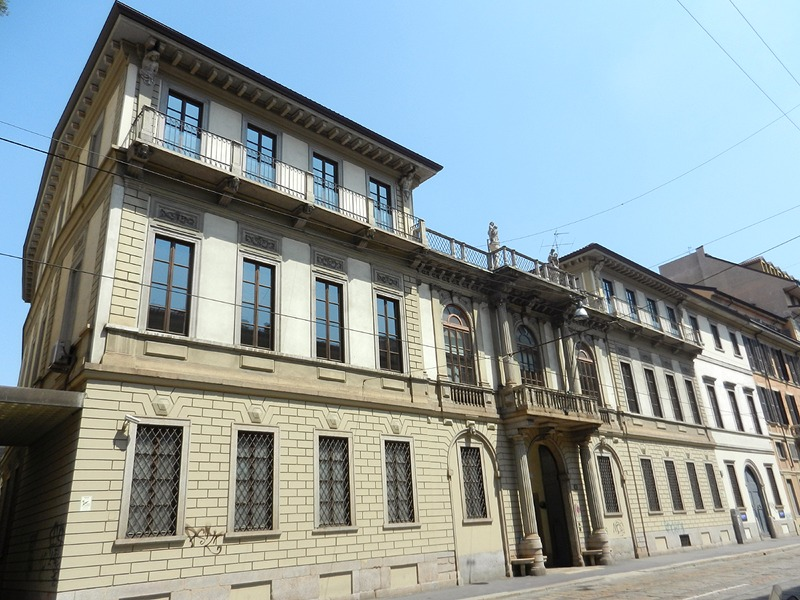
Palazzo Mellerio

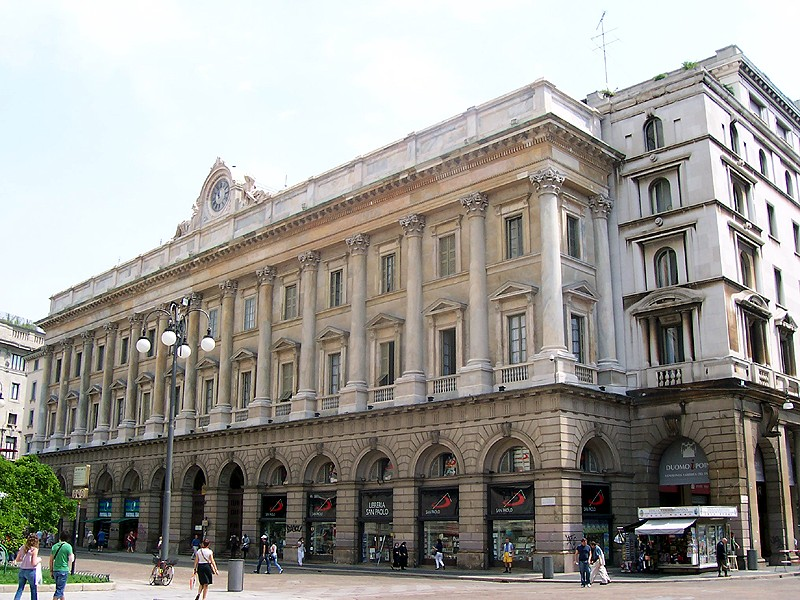
Palazzo della Veneranda Fabbrica del Duomo

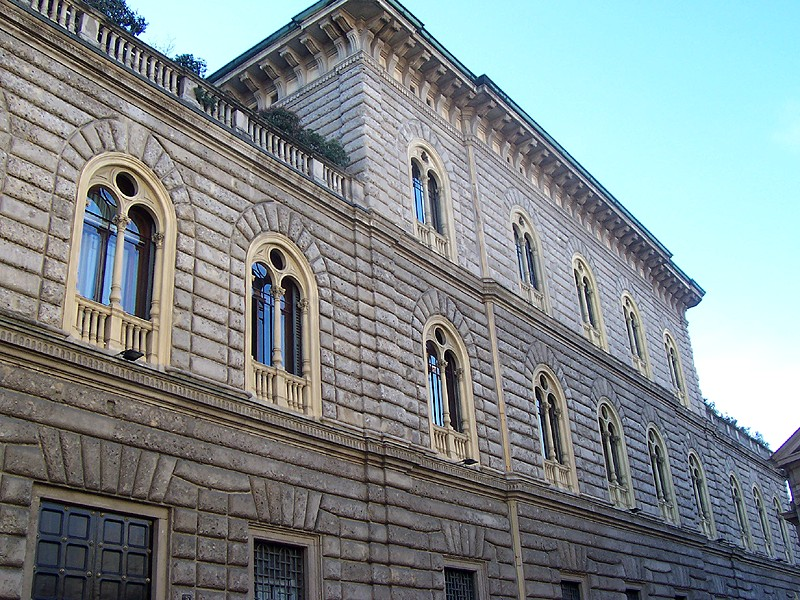
Ca' de Sass

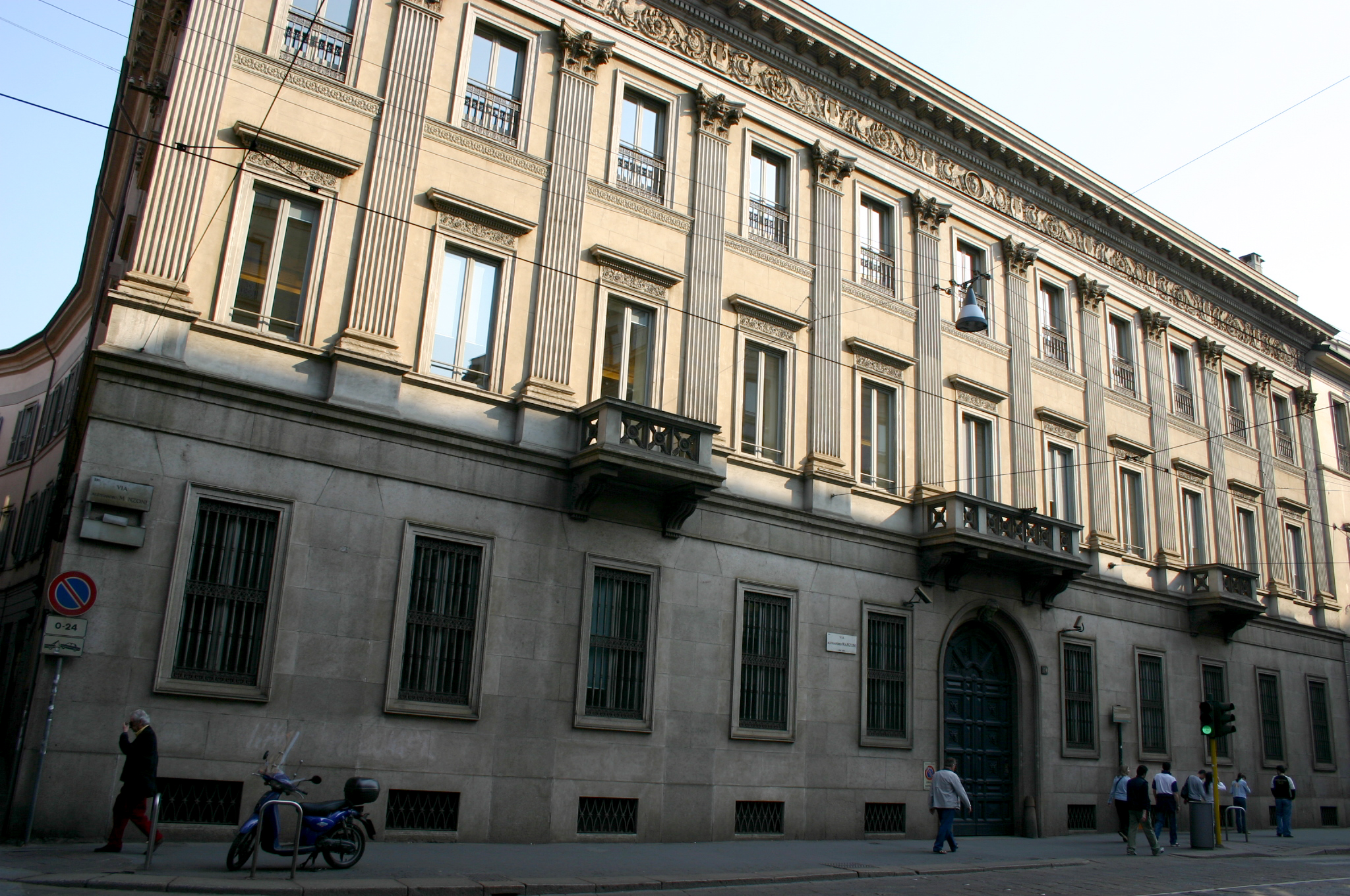
Palazzo Anguissola

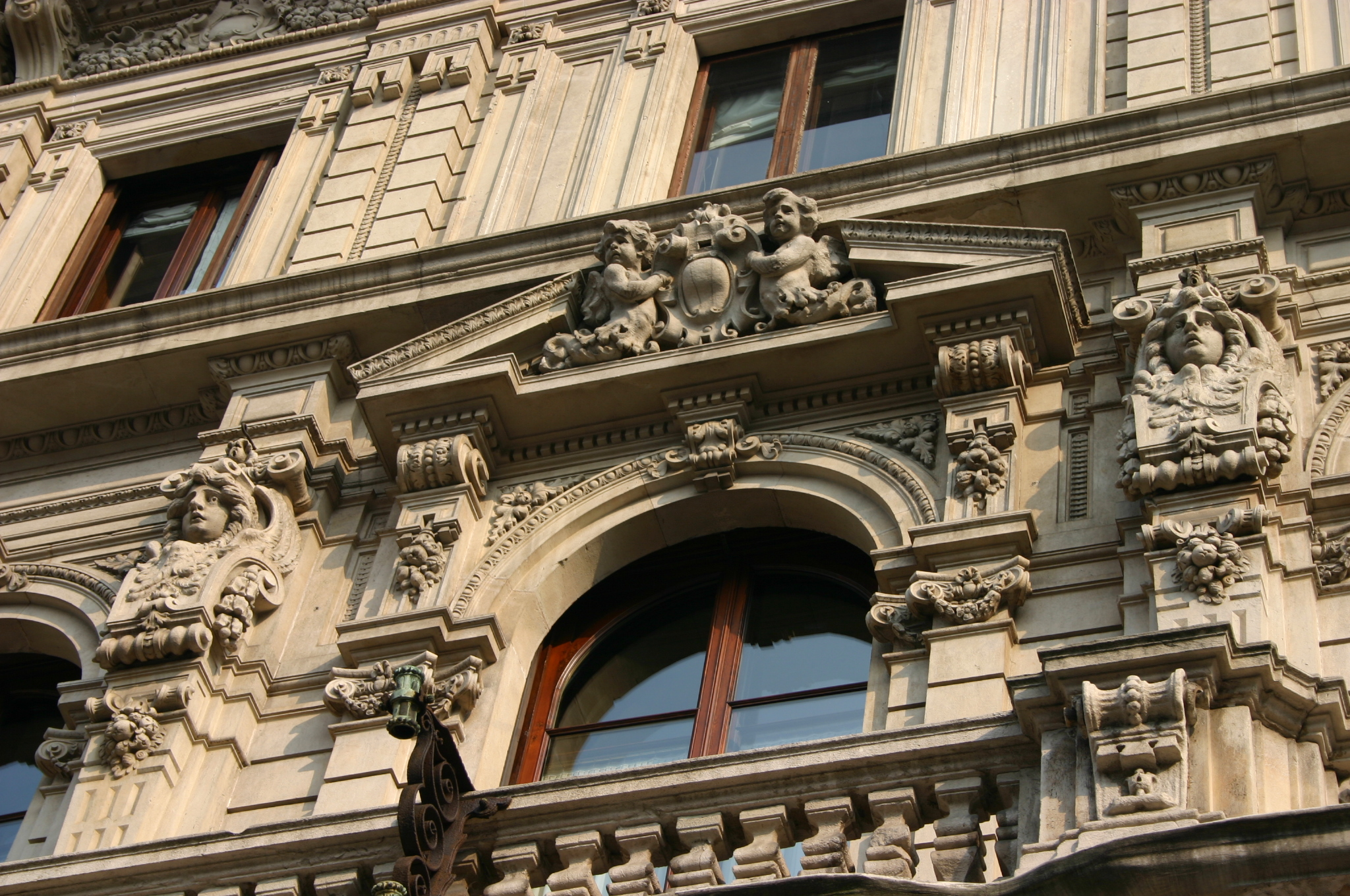
Particolare di Palazzo Chiesa

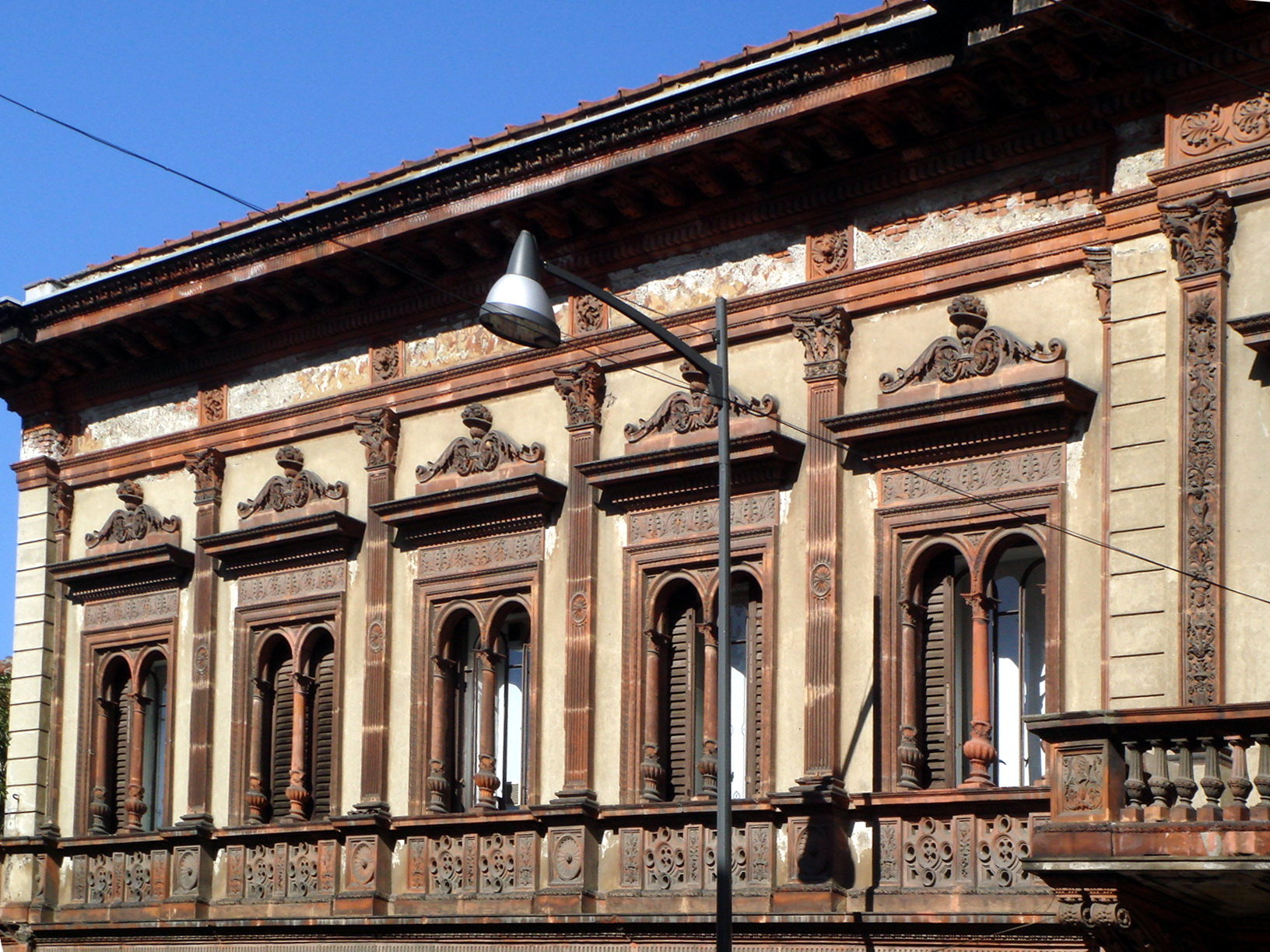
Particolare di Casa Candiani

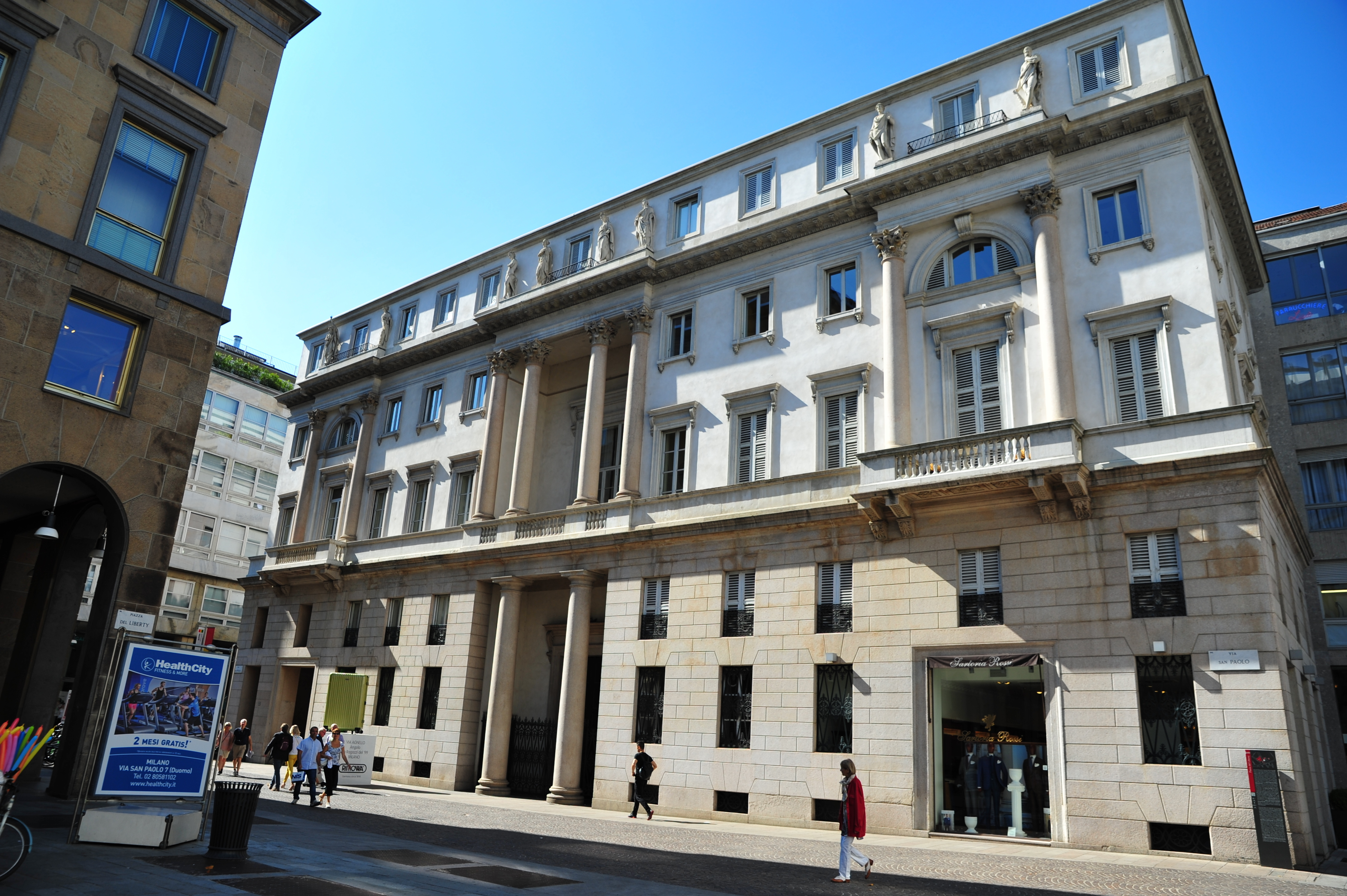
Palazzo Tarsis

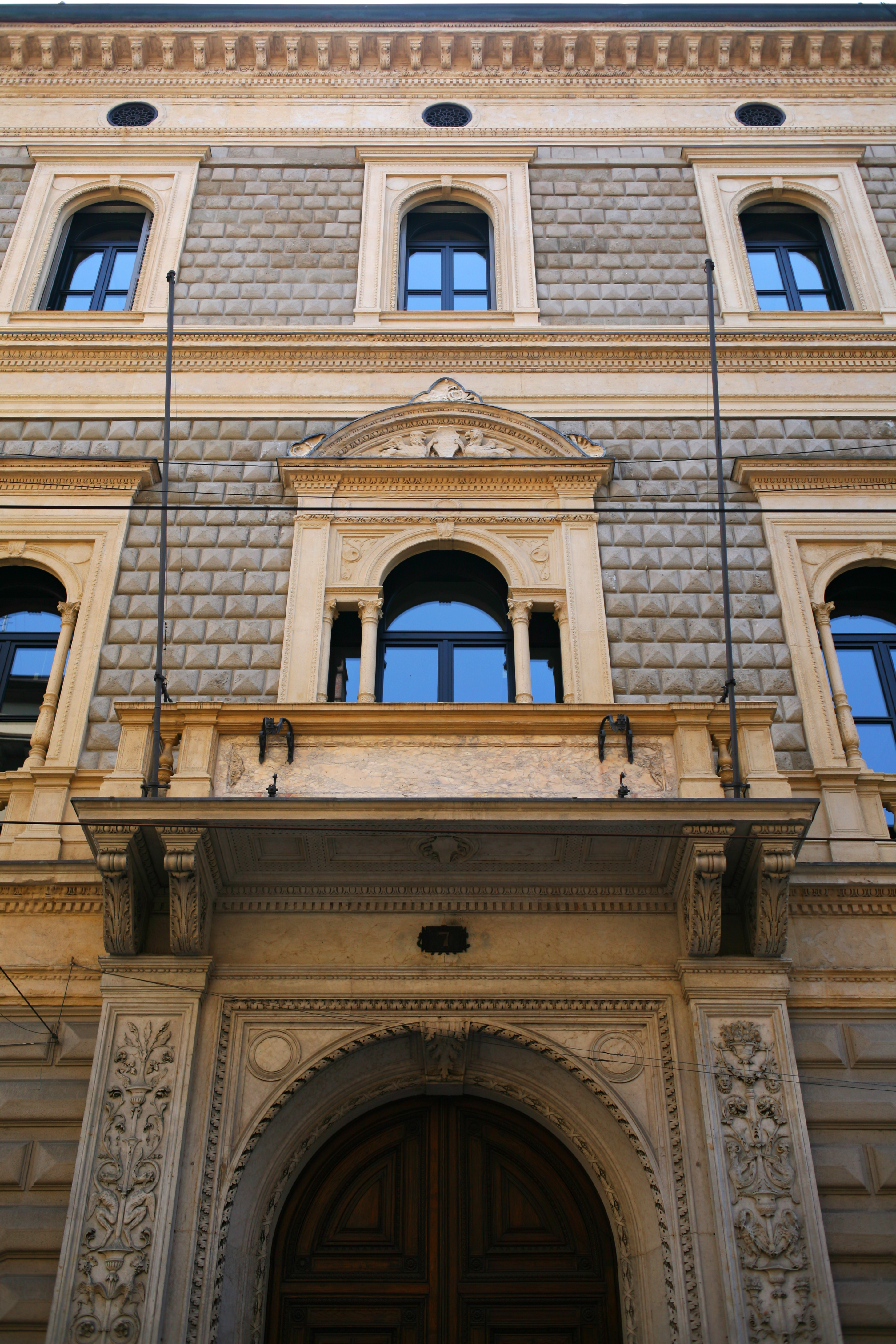
Palazzo Turati

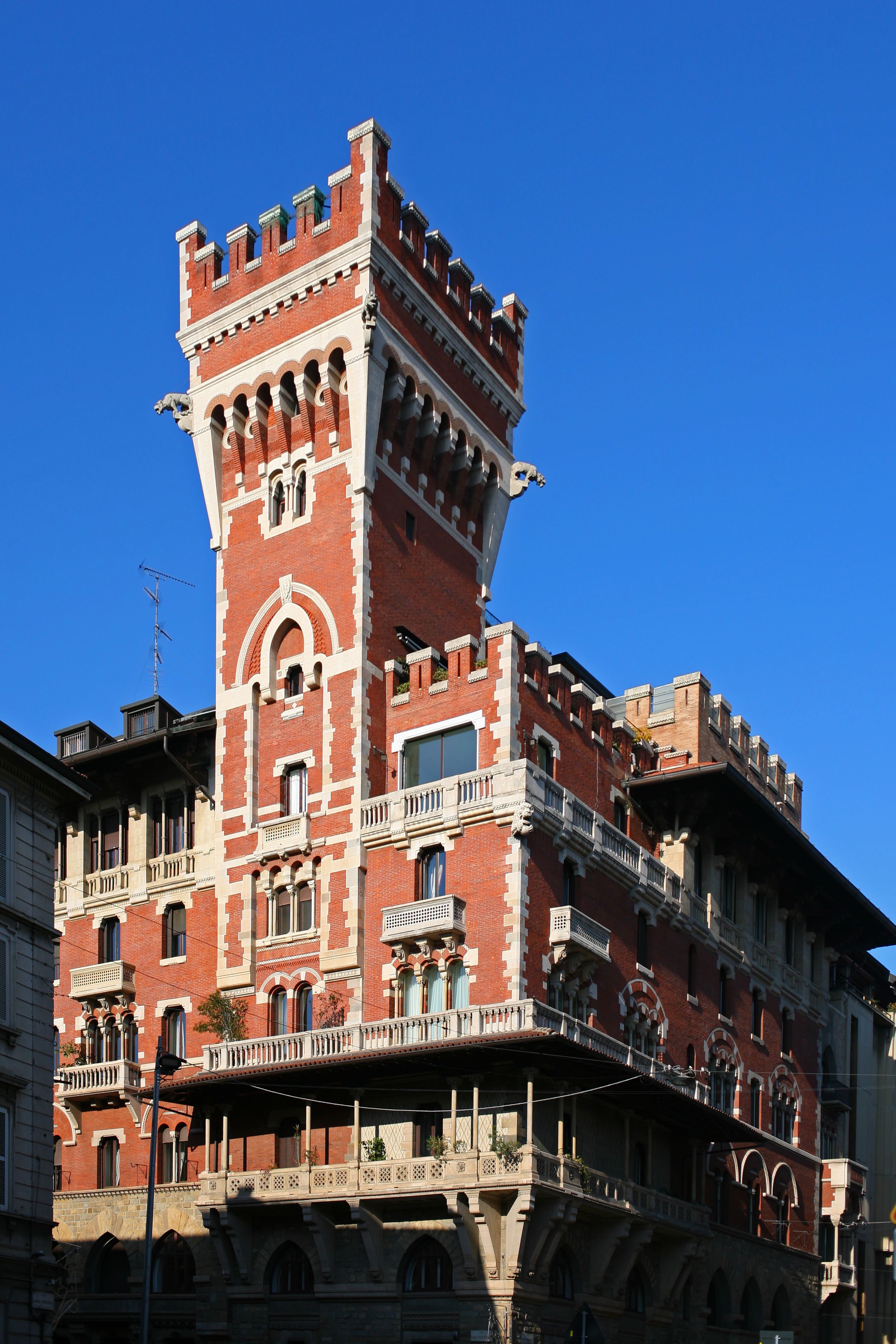
Castello Cova

- Ca' de Sass (via Monte di Pietà, 6)
- Casa Bergamasco (via Gerolamo Morone, 2)
- Palazzo Bocconi-Carraro-Rizzoli (Corso Venezia, 52)
- Casa Bottelli (via Dante, 12)
- Casa Bottelli (piazza Castello, 16)
- Casa Bellotti (via Brera, 10)
- Casa Bettoni o dei Bersaglieri (corso di Porta Romana, 20)
- Casa Borella (via Berchet 2, angolo via San Raffaele e via U. Foscolo)
- Casa Bosi Pelitti (via Castelfidardo, 10)
- Casa Bosina (via Cappuccio, 11)
- Casa Branca (via Borgonuovo, 2)
- Casa Broggi (via Dante, 5)
- Casa Candiani (via Bandello, 20)
- Casa Carini (via Giosuè Carducci, 31)
- Casa Castini (via Dante, 4)
- Casa Cavalli (via Dante 6)
- Casa Celesia (via Dante, 7)
- Casa De Ambrosis (via Mazzini, 18)
- Casa De Maestri (corso Venezia, 13)
- Casa delle Canossiane (via Bramante, 5)
- Casa Formenti (via Dante, 9)
- Casa Gadda-Portaluppi (piazza Castello 20, angolo via Lanza, 5)
- Casa Grondona (corso Italia 57, angolo via San Martino)
- Casa Gussi (via Monte di Pietà, 24)
- Casa Manzi (via Nerino, 8)
- Casa Manzoni (via Morone 1, angolo p.zza Belgiojoso)
- Casa Maveri (via Cernaia, 1)
- Casa Moretti (via Dante, 14)
- Casa Poldi Pezzoli (via Manzoni 12-14), sede dell'omonimo museo
- Casa Porro Lambertenghi (via Monte di Pietà, 15)
- Casa Rossi (corso Magenta, 12)
- Casa Rovida (via Correnti, 7)
- Casa Sardi (via Paleocapa, 3), sede dal 1986 di Fininvest
- Casa Savonelli (Piazza Cordusio)
- Casa Tagliabò (via De Marchi)
- Casa Torniamenti (via Petrella, 14)
- Casa Verdi (piazza Buonarroti, 29)
- Grand Hotel et de Milan (via Manzoni, 29)
- Palazzo Anguissola (via Manzoni, 10)
- Palazzo Archinto (via Passione, 12)
- Palazzo Barozzi anche noto come "Istituto dei ciechi" (via Vivaio, 7)
- Palazzo Besana (p.zza Belgiojoso)
- Palazzo Bagatti-Valsecchi (via Santo Spirito, 7), sede dell'omonimo museo
- Palazzo Beltrami (piazza della Scala)
- Palazzo Beretta (corso Italia 19)
- Palazzo Binda (corso di Porta Romana 122)
- Palazzo Bonacossa (piazza S.Maria delle Grazie, 1)
- Palazzo Bonacossa (via Sella 4, angolo p.zza Castello)
- Palazzo Borgazzi (corso di Porta Vittoria, 16)
- Palazzo Brentani o Brentano (via Manzoni, 6)
- Palazzo Busca Arconati Visconti (corso Magenta, 71) sede del Collegio San Carlo
- Palazzo Cagnola (via Cusani 5)
- Palazzo Carcano Tondani (via Francesco Sforza, 39)
- Palazzo Castelli (piazza Borromeo, 11)
- Palazzo Centro Congressi Cariplo (via Monte di Pietà, 10)
- Palazzo Chiesa (corso Venezia, 36)
- Palazzo Chiodi (via Correnti, 14)
- Palazzo dei Portici Settentrionali (piazza Duomo)
- Palazzo dei Portici Meridionali (piazza Duomo)
- Palazzo del Principe di Piombino (corso Venezia, 56)
- Palazzo del Museo di Scienze Naturali (corso Venezia, 55)
- Palazzo dell'Ufficio Elettorale (corso di Porta Romana 8-10)
- Palazzo della Consob (via Broletto, 7)
- Palazzo della Permanente (via Turati, 34)
- Palazzo della Società per le Strade Ferrate del Mediterraneo (Foro Bonaparte, 31)
- Palazzo della Veneranda Fabbrica del Duomo (piazza Duomo, 18)
- Palazzo Diotti anche conosciuto come "Palazzo della Prefettura" (corso Monforte, 31)
- Palazzo d'Este (viale Beatrice d'Este, 23)
- Palazzo Galloni (Alzaia Naviglio Grande, 66)
- Palazzo Gavazzi (via Monte Napoleone, 21)
- Palazzo Greppi (via S.Maurilio, 19)
- Palazzo in via Cusani, 1
- Palazzo in via Meravigli nn.9-9a-11-11a-11b
- Palazzo Lucini Passalacqua (via Monte di Pietà, 3)
- Palazzo Luraschi (corso Buenos Aires 1, angolo piazza Oberdan)
- Palazzi Meli Lupi di Soragna (via Manin 11-13-15-17)
- Palazzo Melzi d'Eril (via Manin, 23)
- Palazzo Melzi di Cusano (via Montenapoleone, 18)
- Palazzo Pisetzky (Piazza Castello, 19)[18]
- Palazzo Saporiti (corso Venezia, 40)
- Palazzo Stanga (via Carducci, 10)
- Palazzo Talenti (via Verdi, 6)
- Palazzo Tarsis (via S.Paolo, 1)
- Palazzetto Taverna (via Montenapoleone, 2)
- Palazzo Turati (via Meravigli, 7)
- Palazzi Pirovano (Piazza Castello nn.1-3-5; nn.2-4-6)[19]
- Villa Belgiojoso-Bonaparte conosciuta anche come "Villa Reale" (via Palestro, 16)
- Villa Fracastoro (foro Bonaparte, 40)
- Villa Pino (via San Mamete)
- Villa Pontremoli (via Beretta, 2)
- Villino Vonwiller (via Beretta, 6)

### XX secolo

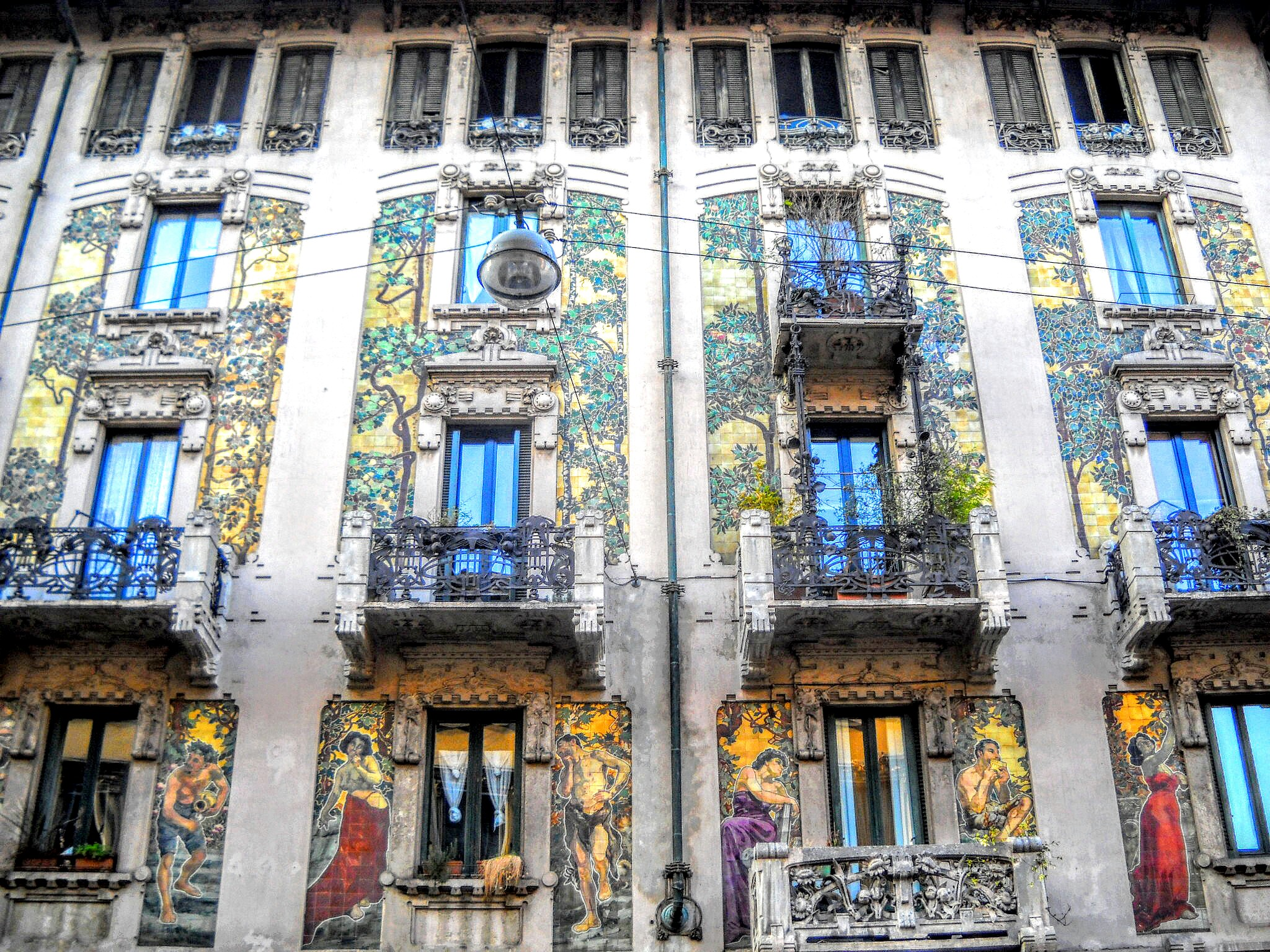
Facciata di Casa Galimberti

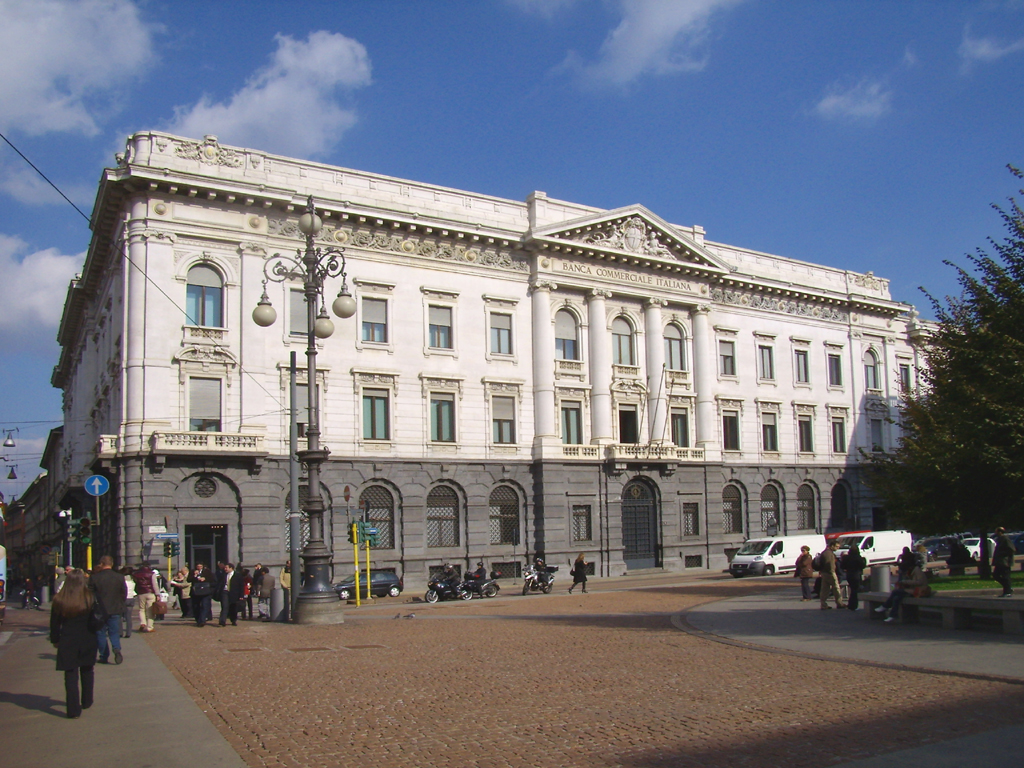
Palazzo della Banca Commerciale Italiana

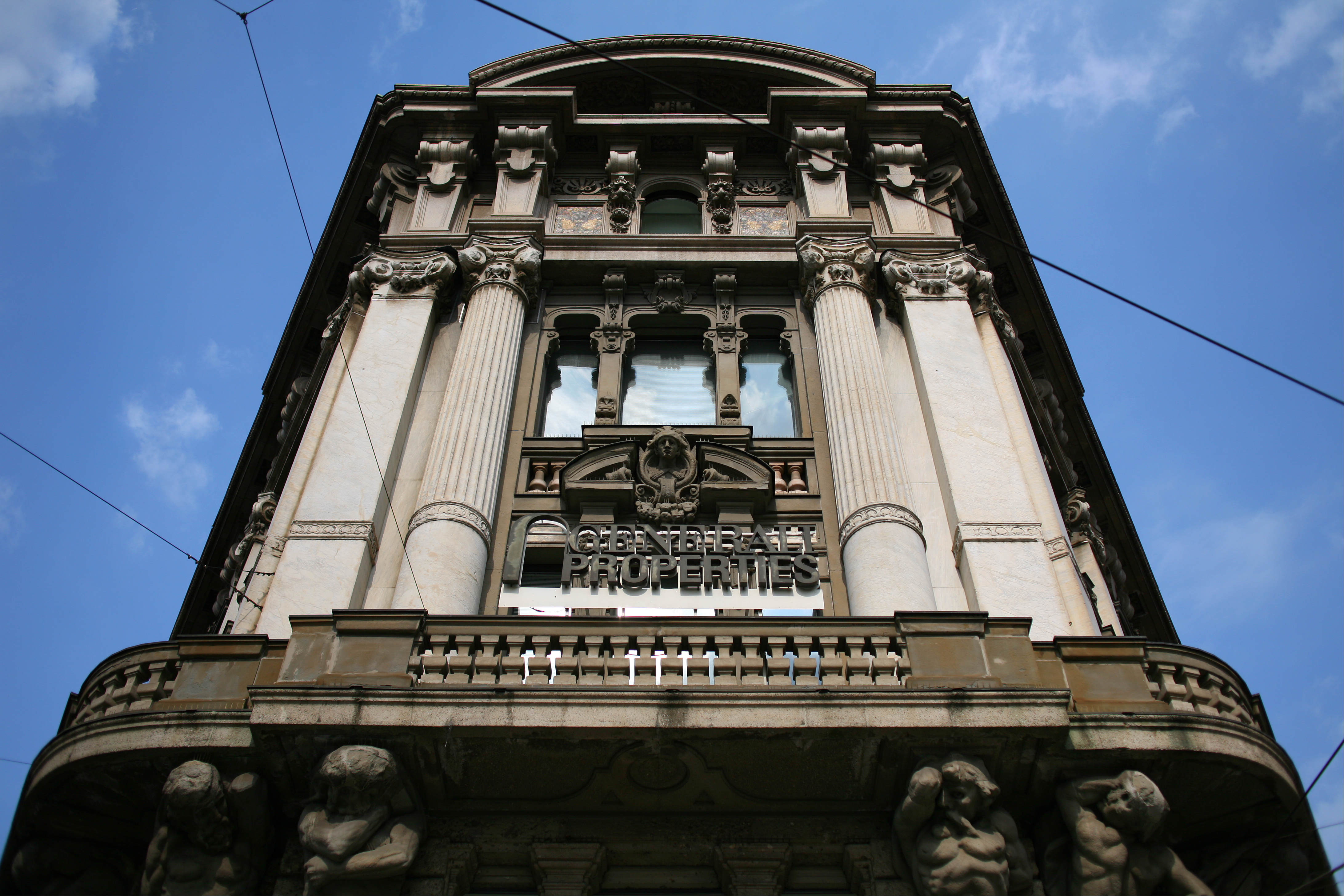
Casa Broggi

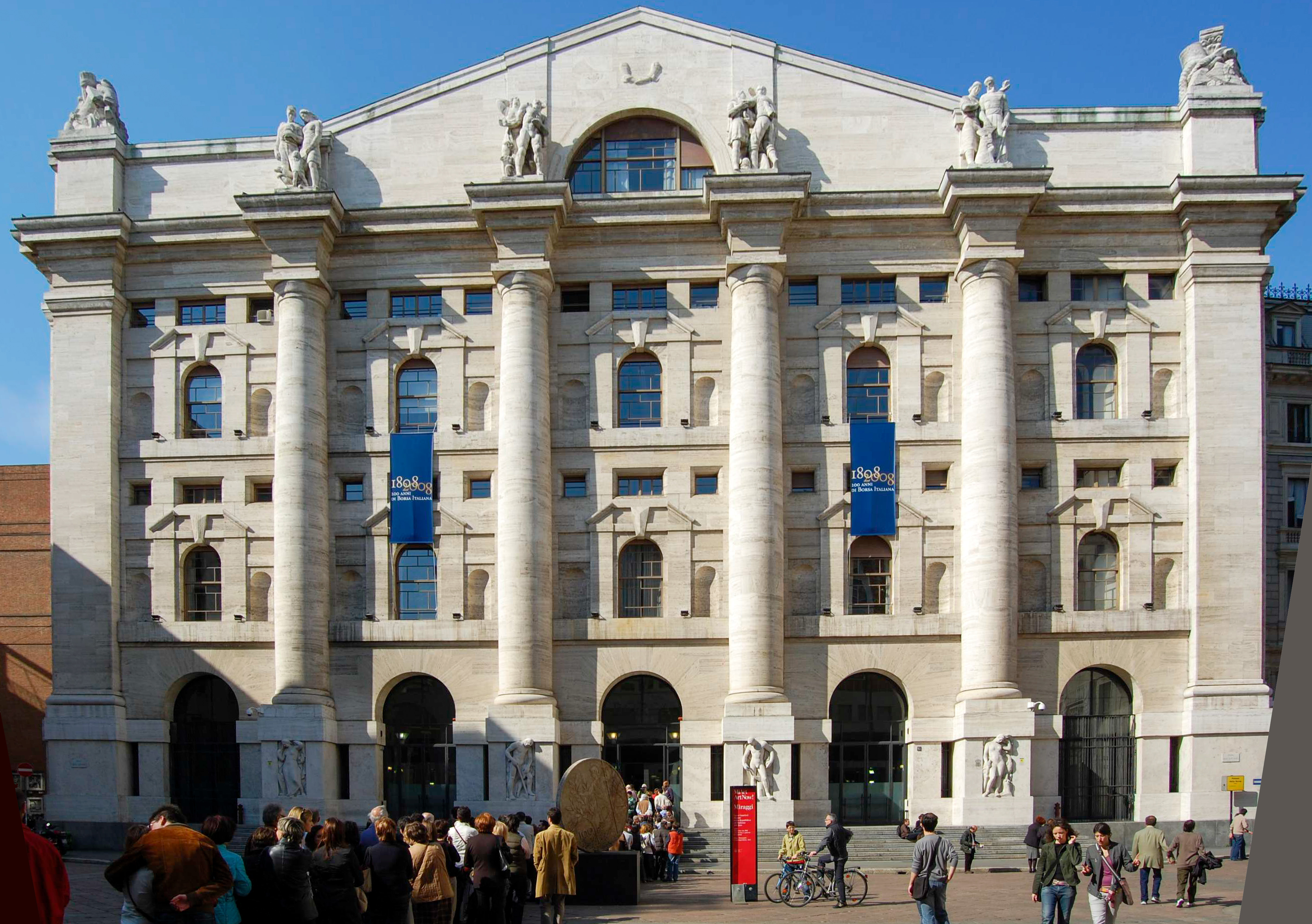
Palazzo Mezzanotte

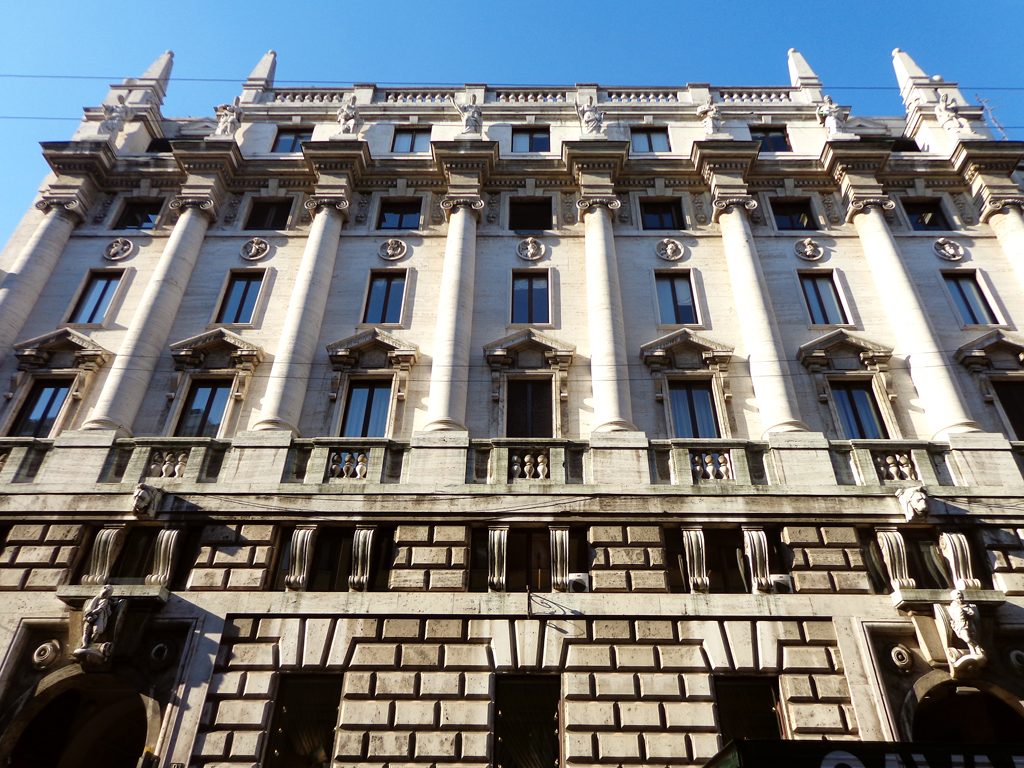
Palazzo Cusini

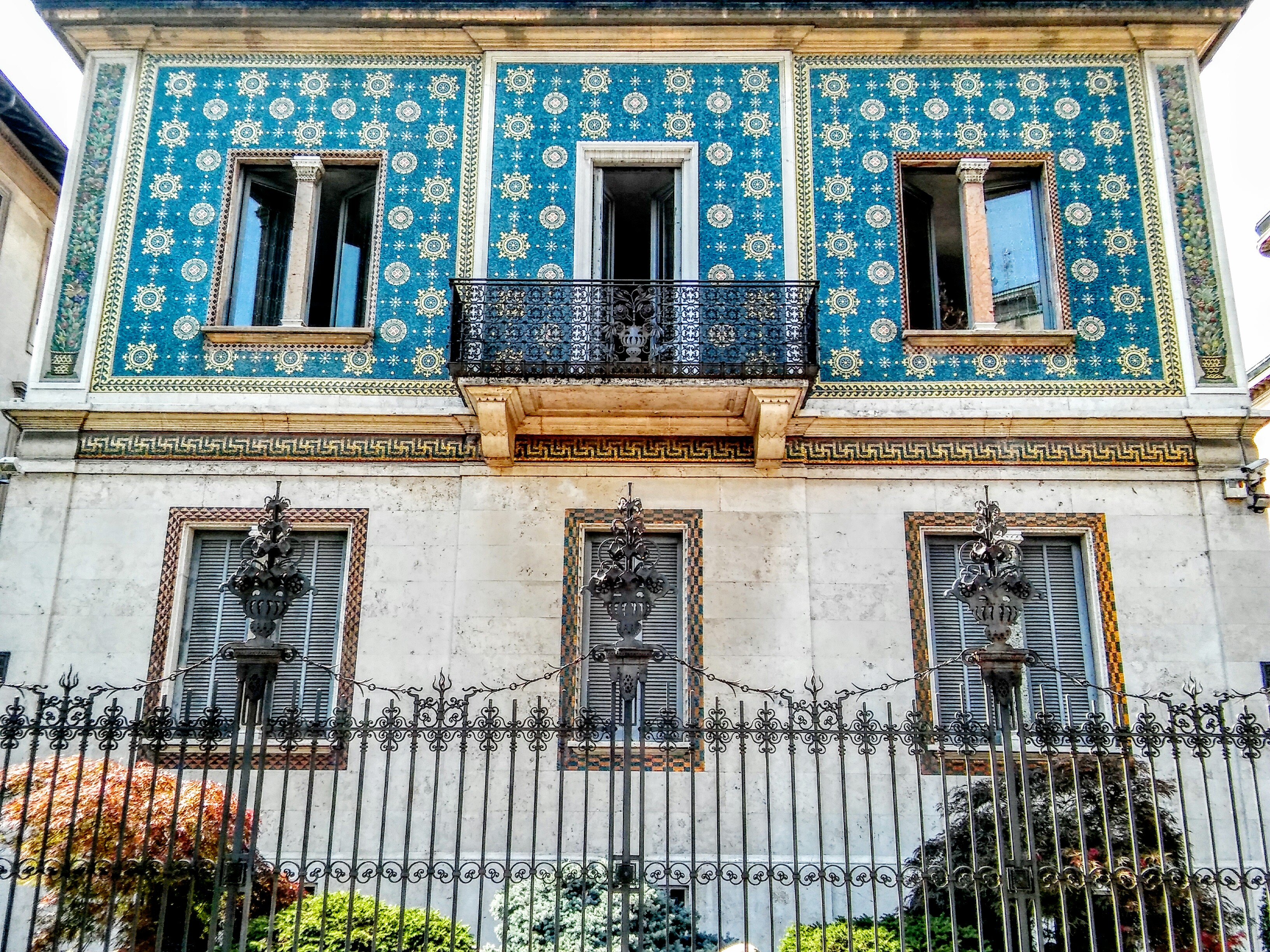
Villino Maria Luisa

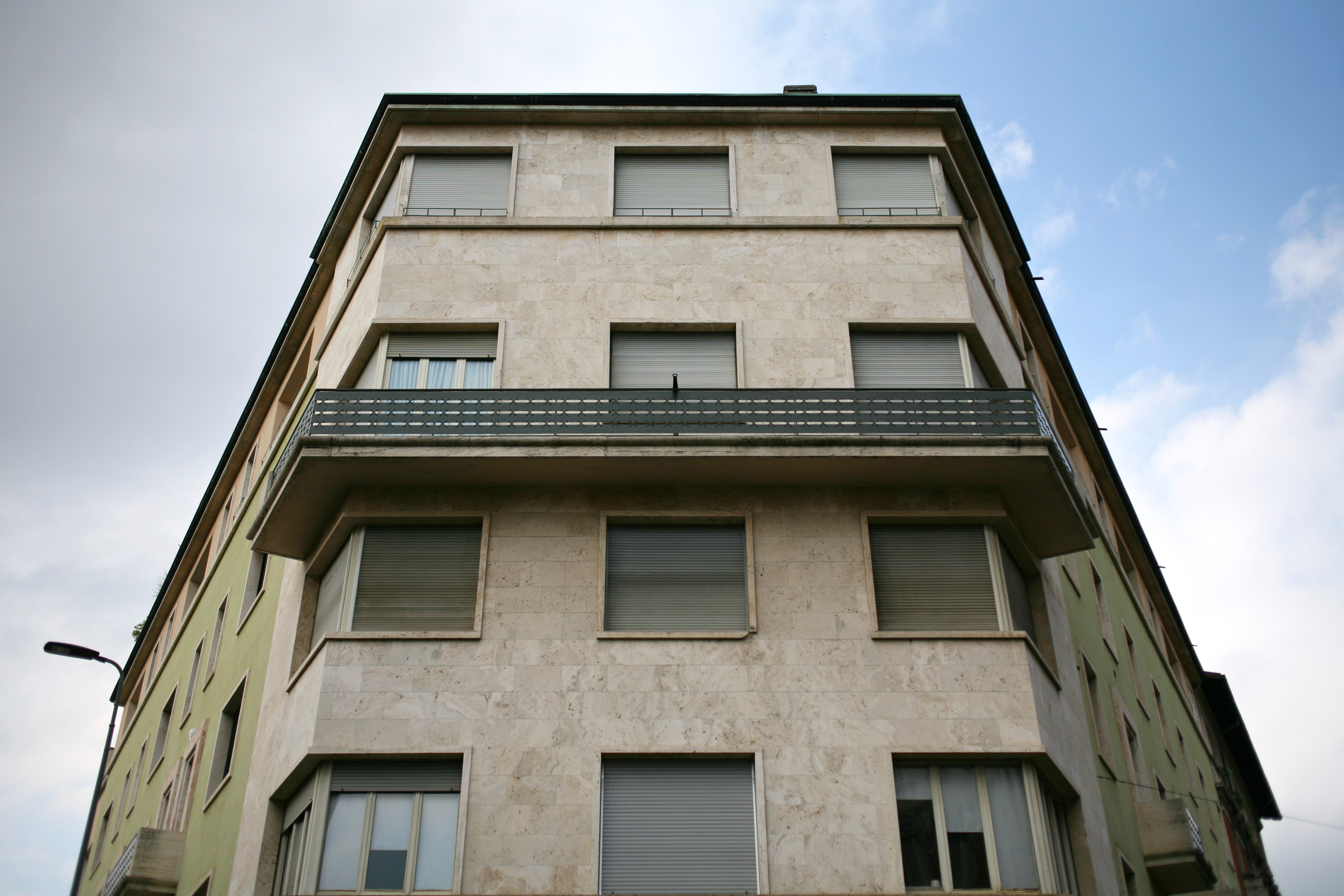
Casa Lentati

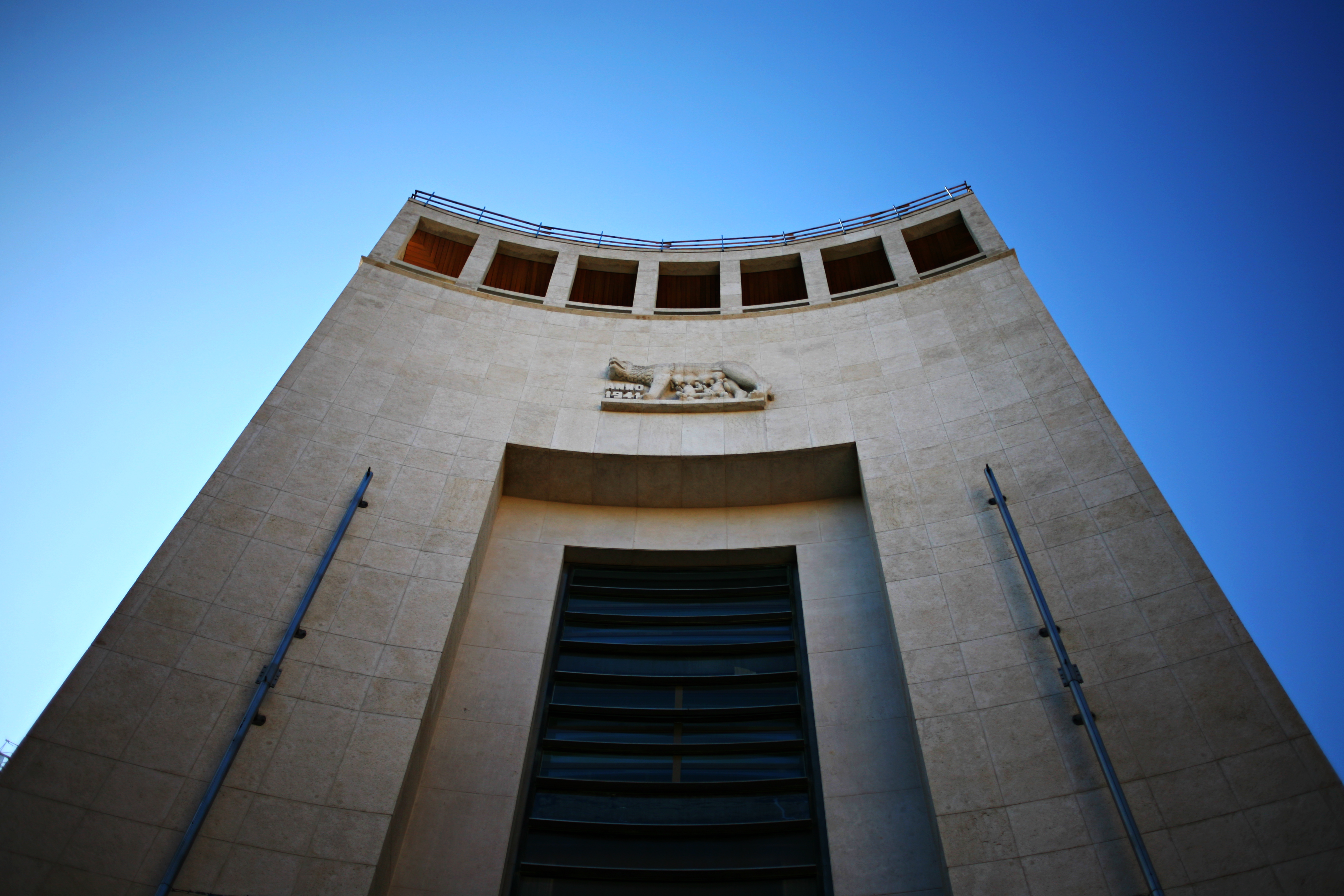
Particolare del Palazzo del Banco di Roma

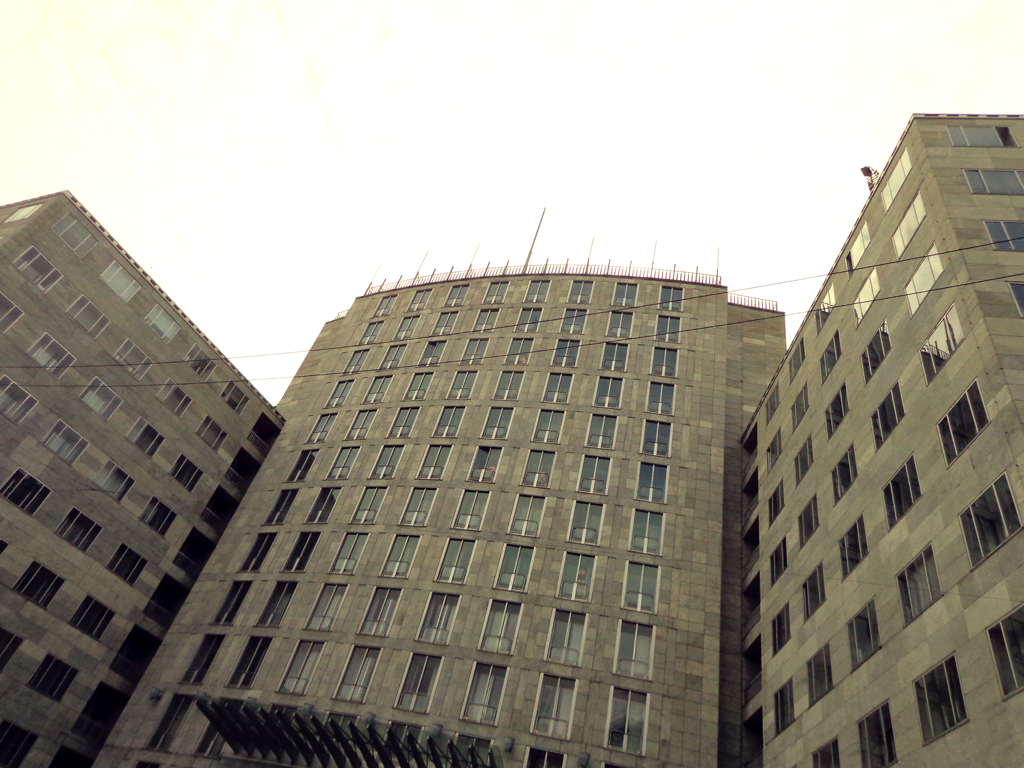
Primo Palazzo Montecatini

- Acquario Civico di Milano (via Gadio, 2)
- Ca' Brutta, di Giovanni Muzio, (piazza Stati Uniti d'America)
- Casa Agostoni, di Alfredo Menni, (via Ariosto, 21)
- Casa Alessio, di Giovanni Battista Bossi (via De Bernardi, 1)
- Casa Apostolo (via Torquato Tasso, 10-12)
- Casa Barelli, di Cesare Mazzocchi (Corso Venezia, 7)
- Casa Baslini, di Aldo Andreani (via Serbelloni, 10-12)
- Casa Bassanini, di Piero Portaluppi (via Foppa, 4)
- Casa Battaini (via Bernardino Telesio, 22)
- Casa Berardi, di Marco Candiani (via San Martino, 17)
- Casa Berri Meregalli (via Barozzi, 7)
- Casa Berri Meregalli (via Mozart, 21)
- Casa Binda (Piazza della Conciliazione, 1)
- Casa Bocchi (via De Marchi)
- Casa Bogani (via Filzi, 10)
- Casa Borletti (via San Vittore, 40-42)
- Casa Bossi (viale Piave, 11-13)
- Casa Brindicci Bonzani (via Guerrazzi, 1)
- Casa Caccia Dominioni (piazza S.Ambrogio, 16)
- Casa Campanini, di Alfredo Campanini, (via Bellini, 11)
- Casa Cambiaghi (via Pisacane, 22)
- Casa Carboni Perego (via del Fante, 6)
- Casa Casati Magni, di Antonio Tagliaferri (via Dante, 16)
- Casa Castelli (via Giuseppe Revere, 15)
- Casa Centenara (Corso Buenos Aires, 66)
- Casa Comolli (via Giulio Romano, 1-3)
- Casa Comolli-Rustici, di Giuseppe Terragni (via Pepe, 32)
- Casa Corbellini-Wassermann, di Piero Portaluppi (viale Lombardia, 17)
- Casa Croci (via Ciro Menotti, 19)
- Casa Cusini (via dell'Orso, 11)
- Casa De Micheli (via Torriani, 5)
- Casa della Meridiana, di Giuseppe de Finetti, (via Marchiondi, 3)
- Casa Donzelli, di Ulisse Stacchini (via Gioberti, 1)
- Casa Donzelli, di Ulisse Stacchini (via Revere, 7)
- Casa Donzelli, di Enrico Zanoni (via Tasso, 14)
- Casa Dugnani (via Saffi, 9)
- Casa degli artisti (corso Garibaldi, 89)
- Casa dei Fasci milanesi, di Paolo Mezzanotte, (via Nirone, 15)
- Casa del Mutilato, di Luigi Lorenzo Secchi, (via Freguglia 14)
- Casa dell'Opera Nazionale Balilla, di Mario Cereghini (via Mascagni, 6)
- Casa della Fontana (via Vittorio Veneto, 2)
- Casa Feltrinelli (via Manin, 37)
- Casa Ferrario (via Spadari, 3-5)
- Casa Fiorentini (via M.Gioia, 18)
- Casa Frisia (via Ozanam, 4)
- Casa Frisia (via Guido d'Arezzo, 5)
- Casa Galimberti, di Giovanni Battista Bossi, (via Malpighi 3)
- Casa Ghiringhelli, di Pietro Lingeri con Giuseppe Terragni, (piazzale Lagosta 2)
- Casa Girola (via Broletto, 5)
- Casa Guazzoni, di Giovanni Battista Bossi, (via Malpighi, 12)
- Casa Hahn (via Settembrini, 40)
- Casa in Corso Italia n.45
- Casa in Corso Monforte 32
- Casa in via Achille Maiocchi 14
- Casa in via Bernardino Telesio 19
- Casa in via Donatello 5
- Casa in via Santa Maria Fulcorina 9
- Casa in viale Luigi Majno 9
- Casa Laugier (c.so Magenta, 96)
- Casa Lavezzari (piazza Morbegno 3)
- Casa Lentati (via Telesio, 2)
- Casa Lisio (via Silvio Italico, 3)
- Casa Macchi Lanfranconi (via Vitruvio, 39)
- Casa Maffioretti (via Aurelio Saffi, 14)
- Casa Maggioni (via Gustavo Modena, 28)
- Casa Mazzucchelli (viale Montegrappa, 7)
- Casa Melzi Pertusati (corso di Porta Romana, 76-80); distrutta durante i bombardamenti anglo-americani
- Casa Moneta (via Ausonio, 3)
- Casa Morganti (via Barozzi, 2)
- Casa Pavesi (via Manin, 33)
- Casa Portaluppi, di Piero Portaluppi, (via Morozzo della Rocca, 5)
- Casa Predaval (viale Bianca Maria, 37)
- Casa Ravizza (corso Italia, 6)
- Casa Rustici, di Pietro Lingeri con Giuseppe Terragni (corso Sempione, 36)
- Casa Sartorio (via Piacenza, 13)
- Casa Tensi (via Vivaio 4)
- Casa Tognella di Ignazio Gardella (via Iacini, 1)
- Casa Toninello (via Perasto 3)
- Casa Tosi (via Senato 28)
- Casa a tre cilindri (via Gavirate, 27)
- Casa Treccani (via De Marchi)
- Casa Turati (via Saffi, 28-30)
- Casa dell’Unione Cooperativa (via Spadari, 2)
- Casa Valli (via Bernardino Zenale, 13)
- Casa Venegoni (via del Fante, 16)
- Casa Volonteri (via Lanzone, 29-31)
- Casa Zanoni (Corso Monforte, 43)
- Castello Cova (via Carducci, 32)
- Domus Fausta (via De Togni, 21)
- Domus Julia (via De Togni, 25)
- Ex cinema Dumont (via Frisi, 2)
- Magazzini Bonomi (corso Vittorio Emanuele II, 9)
- Magazzini Contratti (via Tommaso Grossi, 8)
- Palazzina Liberty (largo Marinai d'Italia, 1)
- Palazzina Merlini (via Telesio, 13)
- Palazzina Ragno d'Oro (piazza Medaglie d'Oro, 2)
- Palazzina Sessa, di Cecilio Arpesani, (Via Ariosto, 1)
- Palazzo Argentina (corso Buenos Aires, 36)
- Palazzo Balzarini (via Pisacane, 16)
- Palazzo Beltrade (piazza Santa Maria Beltrade, 1)
- Palazzo Berri-Meregalli (via Cappuccini, 8)
- Palazzo Bocconi (Corso Venezia 48)
- Palazzo Bolchini (piazza Meda, 3)
- Palazzo Broggi (piazza Cordusio, 3), Palazzo dell'ex Borsa (1901-1932), poi Palazzo delle Poste[20]
- Palazzo Carminati (piazza Duomo, 17)
- Palazzo Castelli Visconti di Modrone (via Cerva, 26-28)
- Palazzo Castiglioni (corso Venezia 47-49)
- Palazzo Civita (piazza Duse, 2)
- Palazzo Crespi di Piero Portaluppi (corso Matteotti 1)
- Palazzo Cusini (via Durini, 9)
- Palazzo Dario Biandrà (piazza Cordusio ang. via Mercanti)
- Palazzo de Capitani d'Arzago (via Santa Valeria 21)
- Palazzo degli Uffici Comunali (via Larga, 12)
- Palazzo degli Uffici Finanziari (via Manin, 2)
- Palazzo del Banco di Roma (piazza Edison, 1)
- Palazzo del Banco di Sicilia (via S.Margherita, 14)
- Palazzo del Cinema Odeon (via S.Radegonda)
- Palazzo del Credito Commerciale (via Armorari, 6)
- Palazzo del Credito Italiano (piazza Cordusio) (1902)[21]
- Palazzo del Toro (piazza San Babila)
- Palazzo del Touring Club Italiano (corso Italia, 10)
- Palazzo dell'AEM (corso di Porta Vittoria, 4)
- Palazzo dell'Aeronautica (piazza Novelli)
- Palazzo dell'Agenzia delle Entrate (via della Moscova,2)
- Palazzo dell'Arengario (piazza del Duomo)
- Palazzo dell'Arte (viale Alemagna 6)
- Palazzo dell'Informazione, (piazza Cavour, 2)
- Palazzo dell'Istituto Nazionale di Previdenza Sociale (piazza Missori, 10)
- Palazzo dell'Istituto Marcelline Tommaseo, di Cecilio Arpesani (piazza Tommaseo, 1)
- Palazzo dell'Istituto Nazionale Assicurazioni (piazza Diaz, 6)
- Palazzo dell'Ufficio Elettorale (corso di Porta Romana, 10)
- Palazzo della Banca Agricola Milanese (via Mazzini)
- Palazzo della Banca Commerciale Italiana, (piazza della Scala)
- Palazzo della Banca d'Italia (via Cordusio, 5)
- Palazzo della Banca Popolare di Milano (piazza Meda, 2)
- Palazzo della Banca Rasini (via Orefici, 2)
- Palazzo della Banca Vonwiller (via Cordusio, 3)
- Palazzo della Camera del Lavoro (corso di Porta Vittoria 43)
- Palazzo della Cassa di Risparmio delle Provincie Lombarde (via Verdi, 8)
- Palazzo della Gondrand (via Pontaccio, 21)
- Palazzo della Rinascente (corso Vittorio Emanuele II)
- Palazzo della società Buonarroti-Carpaccio-Giotto (corso Venezia 62-64)
- Palazzo della Società Reale Mutua di Assicurazioni, più conosciuto col nome di Ex-Trianon (piazza Liberty)
- Palazzo delle Assicurazioni Generali (piazza Cordusio)
- Palazzo delle Poste Centrali (via Cordusio, 4)
- Palazzo di Fuoco (viale Monza, 2)
- Palazzo di Giustizia (via Freguglia, 1)
- Palazzo Donini (piazza S.Babila, 4)
- Palazzo Fidia (via Melegari, 2)
- Palazzo Gonzaga di Vescovado (via Carducci, 28-30)
- Palazzo dell'Hotel Kursaal Diana (viale Piave, 47)
- Palazzo in via Cappuccini 4
- Palazzo in via Caradosso 16
- Palazzo in via Gian Battista Bazzoni 6-8
- Palazzo in via Ludovico Ariosto 10
- Palazzo Lombardo di San Chirico (via Legnano, 14)
- Palazzo Meroni (c.so di Porta Romana, 1)
- Palazzo Mezzanotte, sede della Borsa (piazza Affari)
- Palazzo Pathé (via Luigi Settembrini, 11)
- Palazzo Rolex  (Viale Angelo Filippetti 9)
- Palazzo Sangiuliani (largo Belotti)
- Palazzo Tenca (via Mascheroni, 20)
- Palazzo Troubetzkoy (via Mascheroni, 19)
- Palazzo Veronesi (piazza Duse, 4)
- Palazzo e Torre Rasini (corso Venezia, 61)
- Primo Palazzo Montecatini di Gio Ponti (via della Moscova, 3)
- Scuola professionale Arnaldo Mussolini (piazzale Cantore, 10)
- Sede per la Società Filatura Cascami Seta (via Santa Valeria, 1)
- Torre Snia Viscosa (corso Matteotti, 11)
- Torre Tirrena (piazza Liberty, 4)
- Torre Turati (via Turati, 40)
- Torre Velasca (piazza Velasca, 15)
- Villa De Leyva (via della Giustizia)
- Villa Faccanoni (via Buonarroti, 48)
- Villa Figini (via Perrone di San Martino, 8)
- Villa Hanau (via Guerzoni, 36)
- Villa Jucker (via Buonarroti, 39)
- Villa Necchi Campiglio (via Mozart, 12-14)
- Villa Rasini (via Melegari, 5)
- Villa Taverna (via Brivio, 4-6)
- Villa Zanoletti (via Mozart, 9)
- Villino Gotico (via Cernaia)
- Villino Maria Luisa (via Tamburini, 8)

### XXI secolo
- Edificio Roentgen (via Guglielmo Roentgen, 1)

## Edifici demoliti

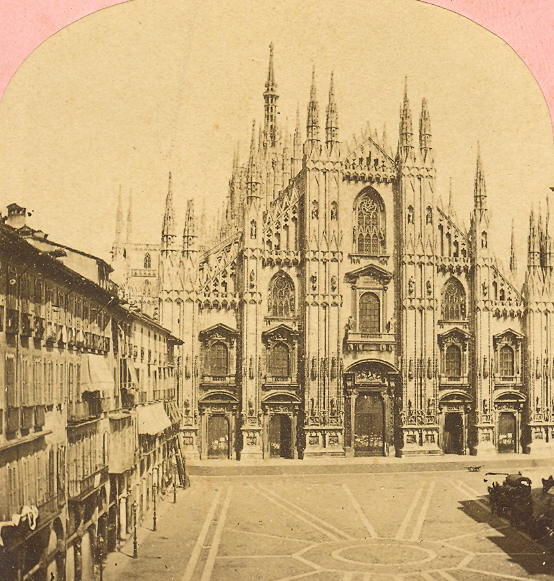
Piazza del Duomo nel 1860 circa. Sulla sinistra si intravede il Coperto dei Figini, che è stato demolito nel 1864 per poter permettere l'allargamento della piazza

Tra le numerosissime costruzioni abbattute nella storia edilizia della città, ve ne sono molte che sono state demolite nonostante un indiscutibile valore storico e artistico, tanto da essere ricordate nella letteratura architettonica della città.

### XIV secolo
- Cà di Can (piazza Missori)

### XV secolo
- Casa dei Guiscardi (corso Magenta)
- Casa dei Missaglia (via Spadari)
- Casa Mozzanica (corso Vittorio Emanuele)
- Casa dei Sanseverino (corso Magenta)
- Casa Scaramuccia Visconti (corso Magenta)
- Coperto dei Figini (piazza del Duomo)
- Palazzo del Banco Mediceo (via dei Bossi)
- Palazzo Caravaggio (piazza Missori)
- Palazzo Marliani (via Montenapoleone)

### XVI secolo
- Palazzo Cicogna (via dell'Unione, 14)
- Palazzo Imbonati (via Marino)

### XVII secolo
- Palazzo Arcimboldi (via dell'Unione, 12)

### XVIII secolo
- Palazzo Borromeo (via S.Maurilio, 21)
- Palazzo Sannazzaro (via Marino)
- Palazzo Orrigoni (via San Paolo, 9)
- Pia casa della Senavra (istituita nel 1780 utilizzando strutture risalenti al XVI secolo; parzialmente demolita e rimaneggiata nella seconda metà del XX secolo)[22]
- Villa Caimi

### XIX secolo
- Casa Rossa (corso Venezia, angolo via Boschetti)
- Palazzo Arese-Bethlen (via Monte di Pietà, 11)
- Villino Hoepli (via XX settembre)

### Stili architettonici
- Romanico lombardo
- Gotico a Milano
- Rinascimento lombardo
- Arte del secondo Cinquecento a Milano
- Barocco a Milano
- Liberty a Milano
- Neoclassicismo a Milano